# Église Saint-Romain de Cessac
Pour les articles homonymes, voir Église Saint-Romain.
L'église Saint-Romain est une église catholique française située dans la commune de Cessac, dans le département de la Gironde, en région Nouvelle-Aquitaine.

## Localisation
L'église est située au cœur du village, le long de la route départementale D236, entre les intersections avec les routes départementales D19 et D119.

## Historique
À l'origine, l'église était placée sous le patronage de saint Romain de Blaye, disciple de saint Martin de Tours, mort en 385. L'église est aujourd'hui dédiée à saint Barthélemy.
L'église, se compose d'une courte nef fermée à l'est par un chevet plat flanqué d'une sacristie. La façade nord est masquée par l'ancien presbytère. Le mur, au sud de la nef, laisse voir les maçonneries en petit appareil de moellons correspondant à une première construction du XIe siècle. La façade occidentale se présente comme un large mur terminé par un clocher-pignon typique de la Saintonge romane, muni d'une bretèche contribuant à la fortification de l'édifice.

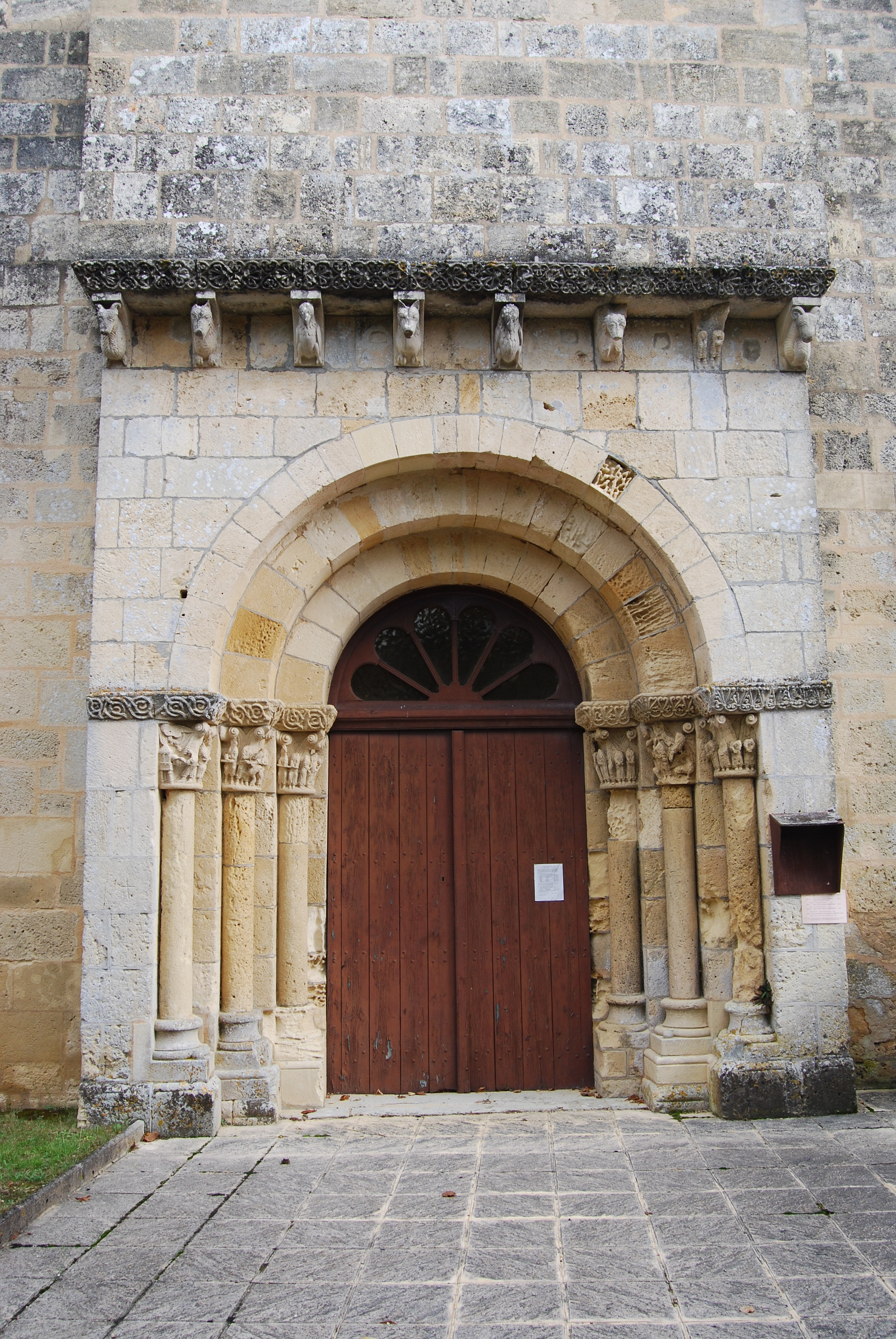
Le portail
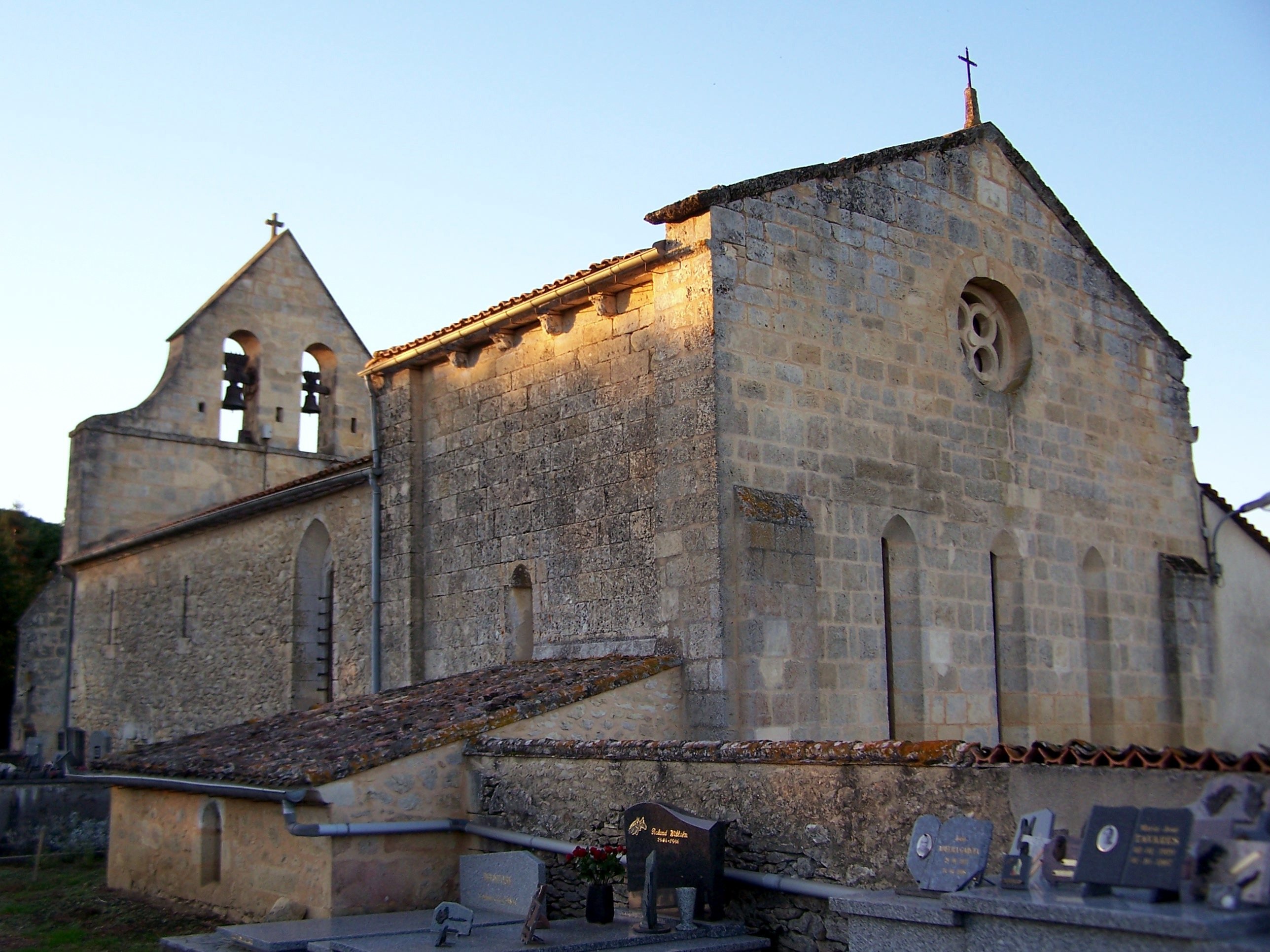
Vue sud-est
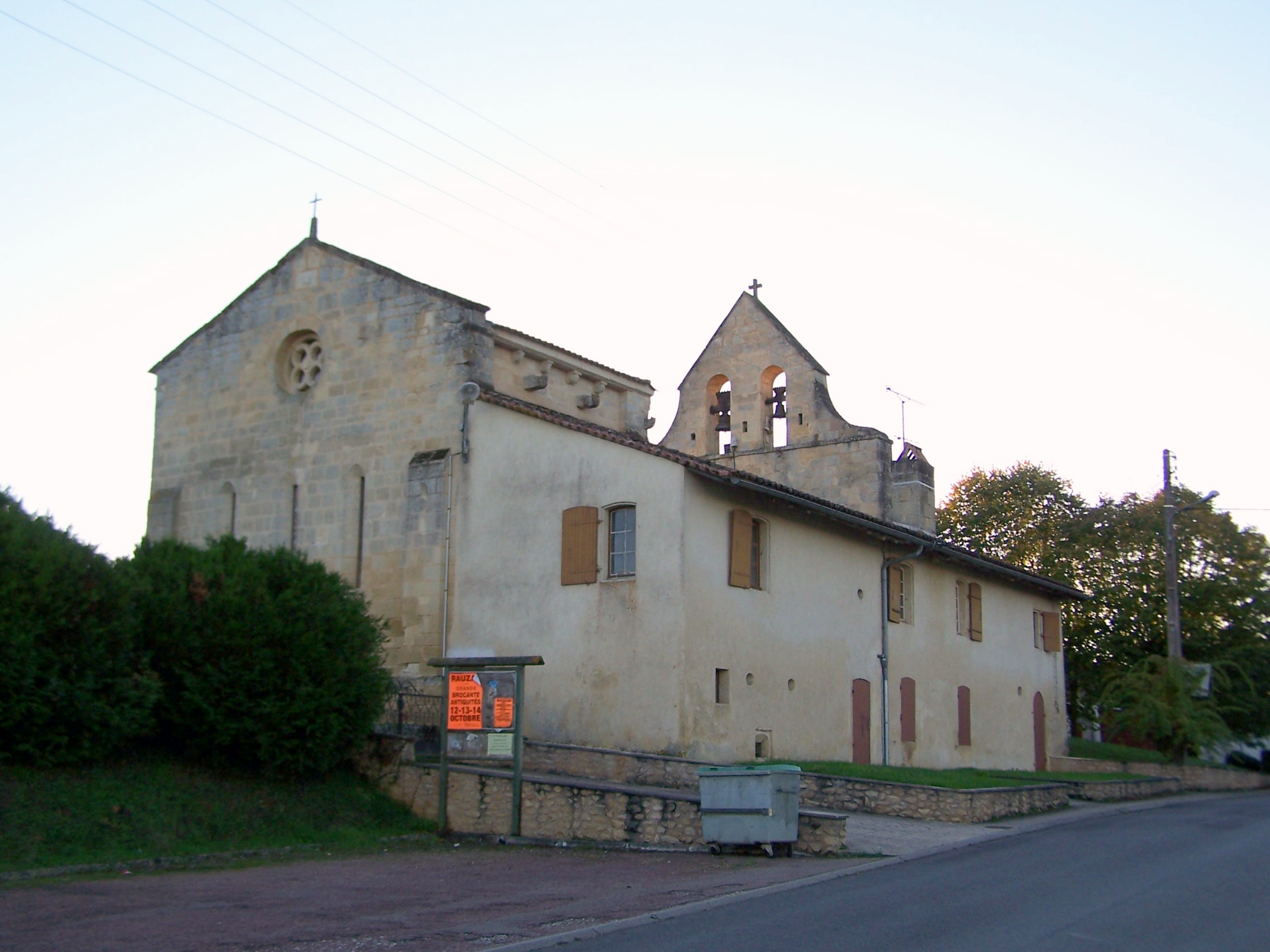
Vue nord-est
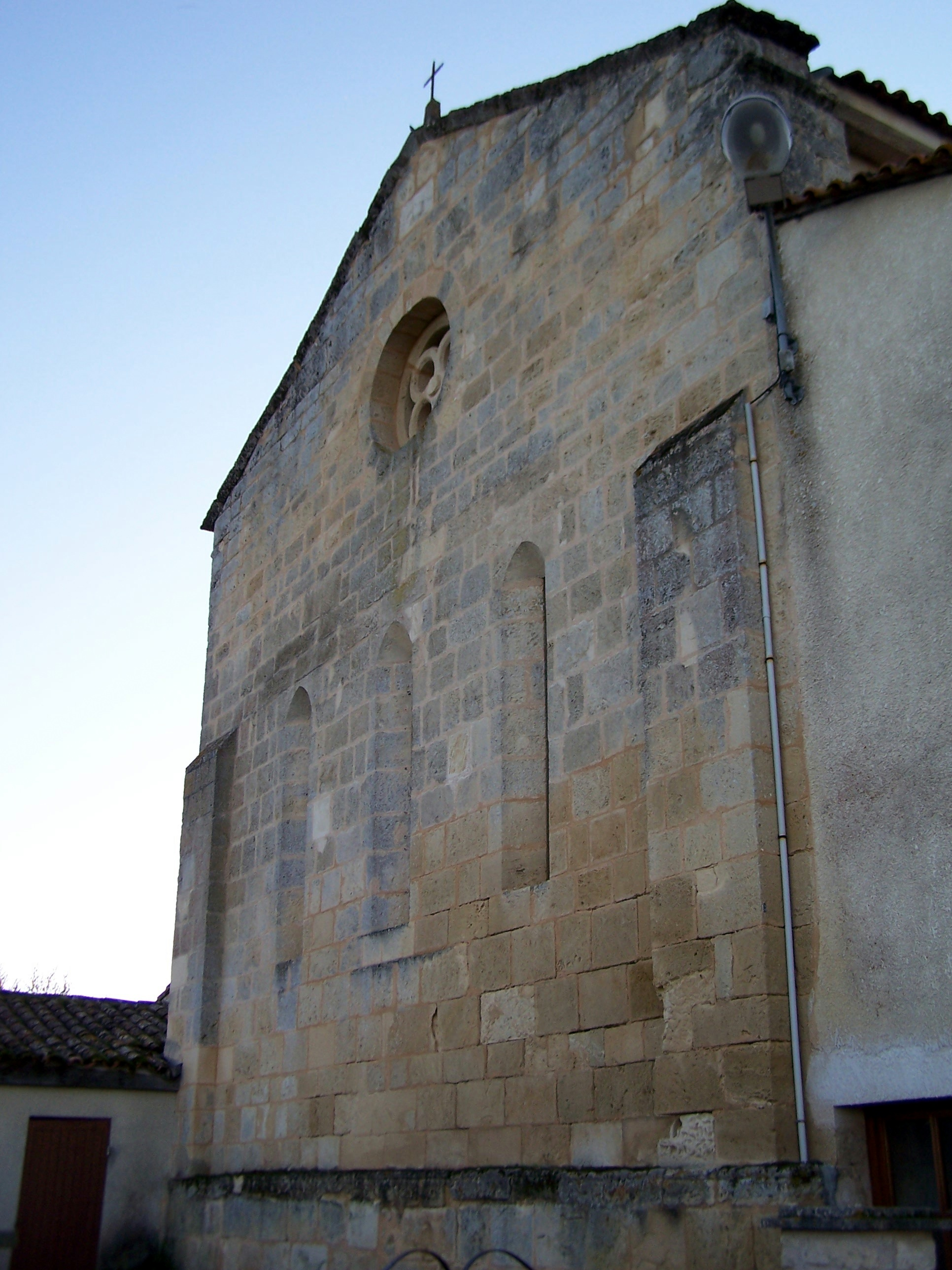
Le chevet plat
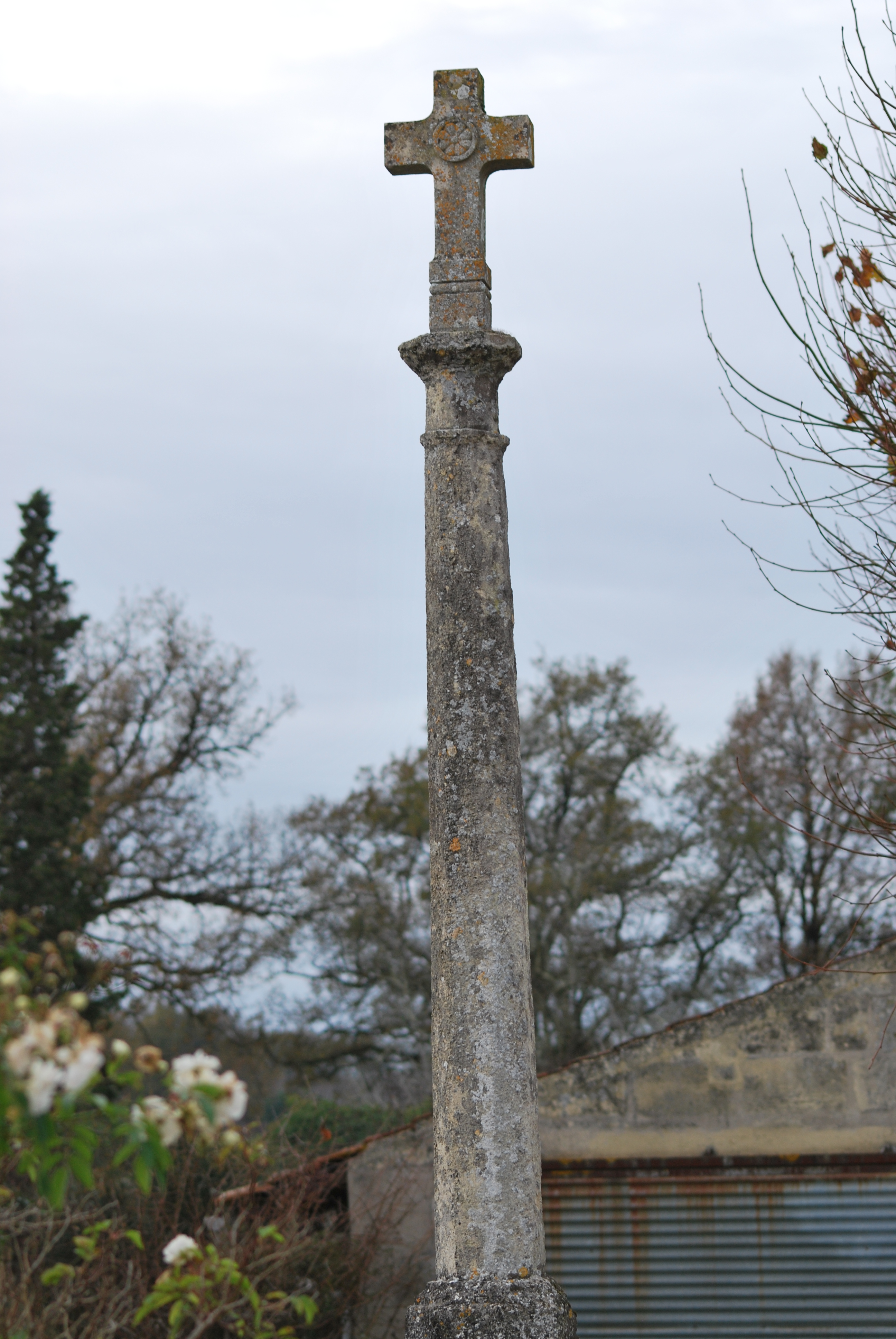
Croix de cimetière

L'église a subi des remaniements substantiels aux XIIe, XIIIe, XVIIIe et XIXe siècles. Le décor sculpté, visible sur le portail et dans le chœur, fut mis en place au XIIe siècle et au début du XIIIe.
L'édifice est classé au titre des monuments historiques en 1908 pour son portail, et inscrit en totalité en 1925.

## L'iconographie intérieure
L'arc triomphal repose, au nord, sur un chapiteau représentant le combat de saint Michel contre le dragon, le chapiteau sud figurant l'Adoration des mages. Quatre des chapiteaux de l'antique chœur y sont remployés de façon non structurelle ; ils sont greffés sur le plat des murs latéraux en guise de décoration.
Saint Michel et le dragon :
Superbe sculpture de l'archange en train de perforer la gorge du dragon à l'aide d'un épieu. Une corbeille semblable se trouve à l'église de Saint-Quentin-de Baron et à l'église Saint-Vivien de Romagne. Le modèle originel pour les deux se trouve à l'abbaye de La Sauve-Majeure.
Adoration des mages

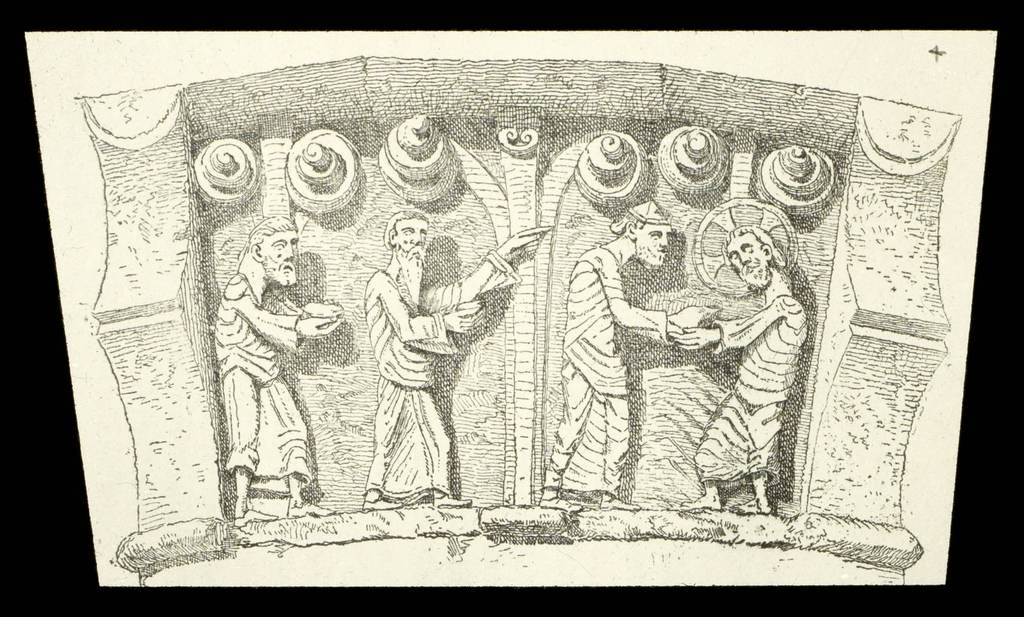
Dessin de Léo Drouyn (1870)

Les trois hommes s'avancent vers la droite en direction d'un Christ jeune qui s'est levé pour les accueillir. Jésus est reconnaissable à son nimbe crucifère. Tous quatre portent la même tunique plissée à manches évasées. Chaque mage porte un cabas qui contient son cadeau. Seul le mage du milieu porte une barbe, signe de sagesse et c'est lui qui indique avec son indes l'étoile qui les a guidés.
Le fait que Marie et Joseph soient absents et que Jésus n'est plus un bébé est atypique, mais il y a d'autres exemples en Aquitaine.
Chapiteaux décoratifs :
Au mur nord, on trouve une corbeille végétale, tapissée de feuillages et une corbeille ou figure un moine, pieds nus, qui tire sa langue. Tirer sa langue était une geste qui véhiculait traditionnellement l'expression de toutes les intempérances. Le moine joue au milieu de luxuriantes lianes tri-nervées. Les deux lianes aériennes se faufilent entre ses jambes pour s’épanouir en un bouquet de fleurs de lys.
Au mur sud, se trouve une corbeille sans tailloir et très abîmée où on voit un petit homme barbu qui porte un bliaud serré par une ceinture nouée. Deux bêtes félines ont leurs têtes tournées vers lui. Le bras droite de l'homme a disparu, mais son bras gauche va sur la langue de la bête. Ce détail suffit pour affirmer que la représentation n'est pas celle de « Daniel dans la fosse aux lions », car selon le récit biblique « l'ange ferma les gueules » et « les lions ne l'avaient point touché ». Par contre, les corbeilles ou modillons où un pécheur enfonce ses mains dans la gueule d'une bête démoniaque étaient très fréquentes comme, par exemple, sur le cordon du sanctuaire de l'église de Saint-Quentin-de-Baron ou sous la corniche de l'église de Saint-Caprais-de-Bordeaux où se trouve également un authentique Daniel inter leones).
Le deuxième chapiteau du mur sud montre deux oiseaux à long cou buvant dans le même calice qui représente la nouvelle « Source de Vie » qu'est l'Eucharistie. L'identification est confirmée par une croix en arrière-plan.

## L'iconographie extérieure
La façade occidentale :
Au-dessus du portail, la corniche est ornée de huit modillons. Six de ces huit modillons datent du XIXe siècle.

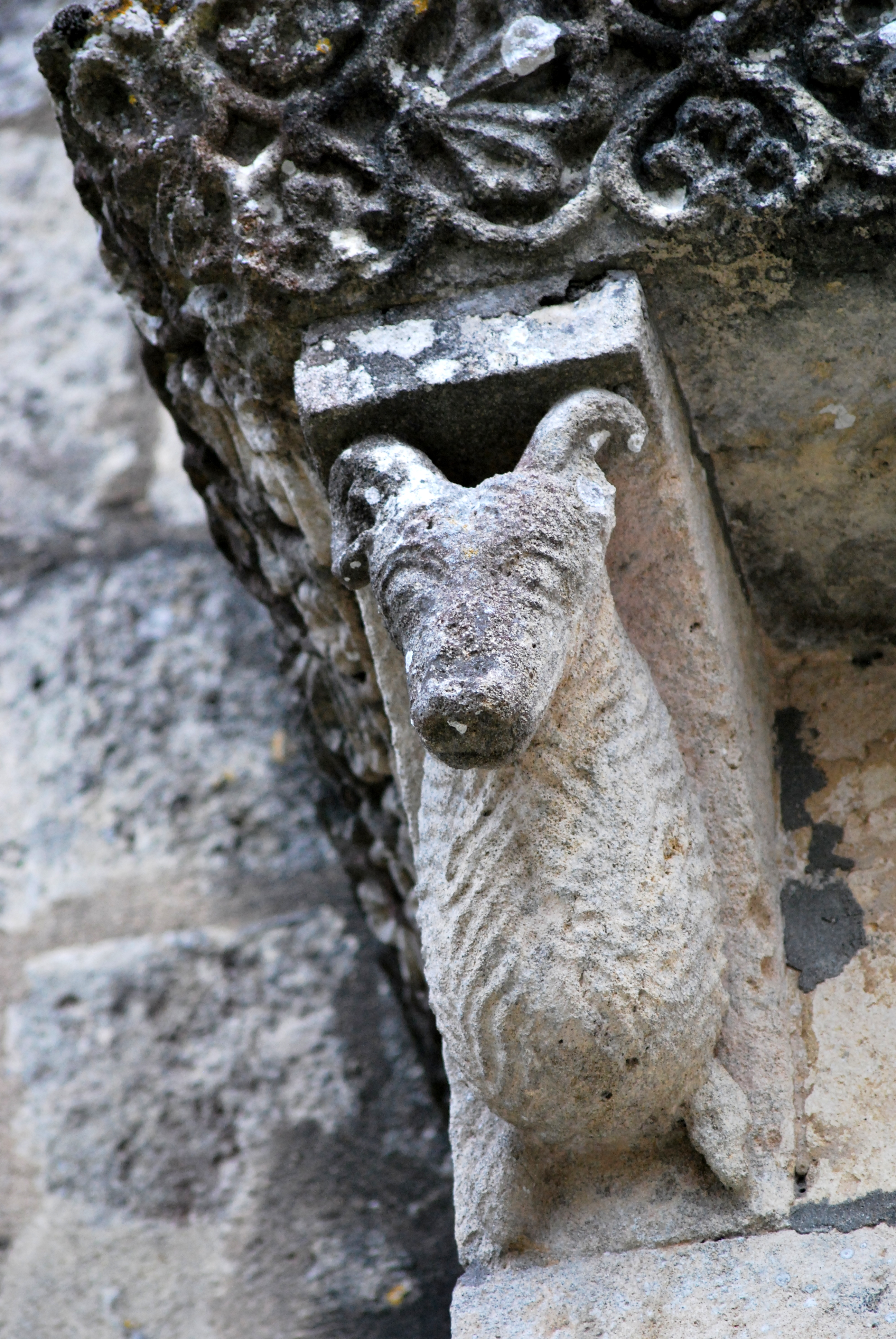
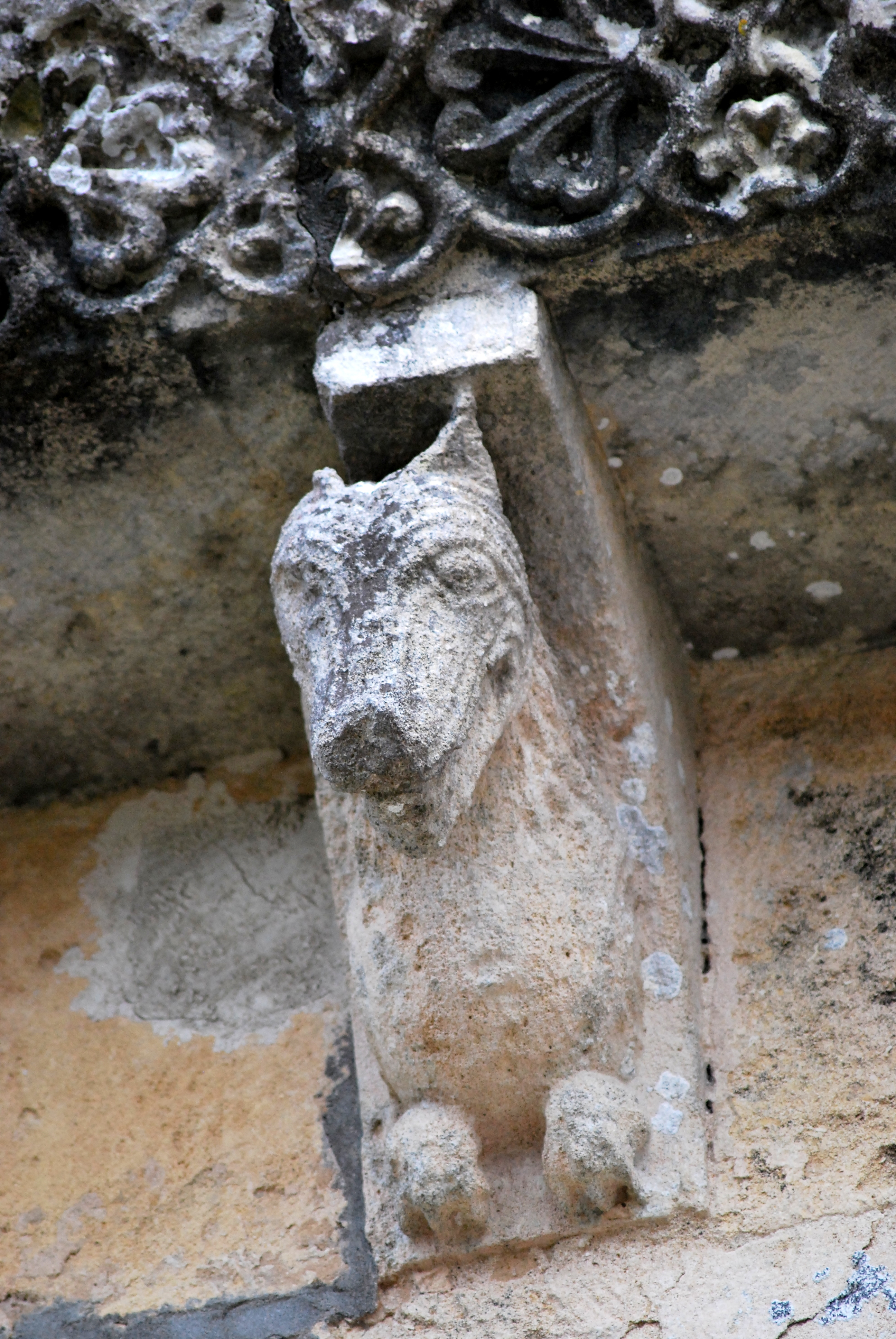
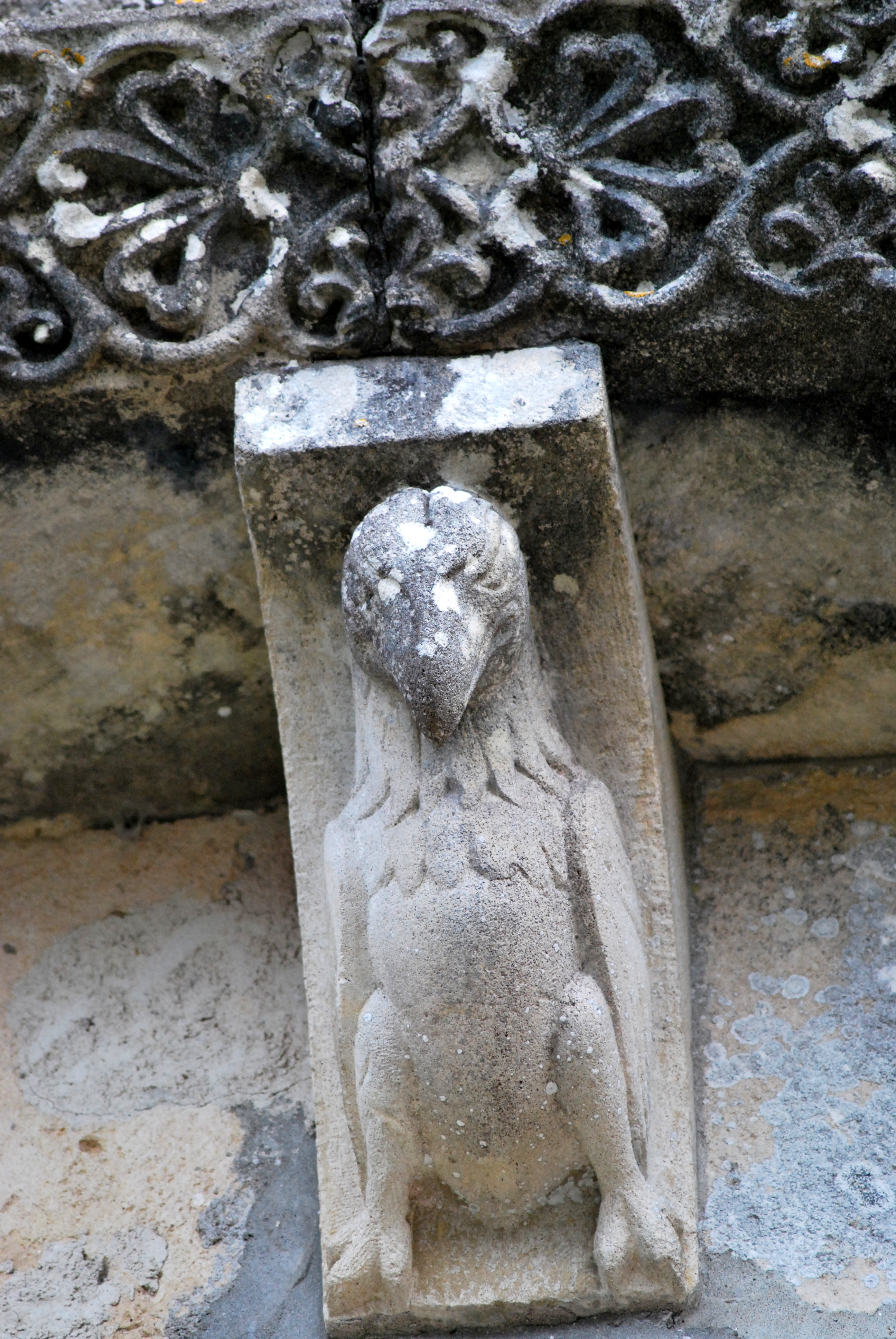
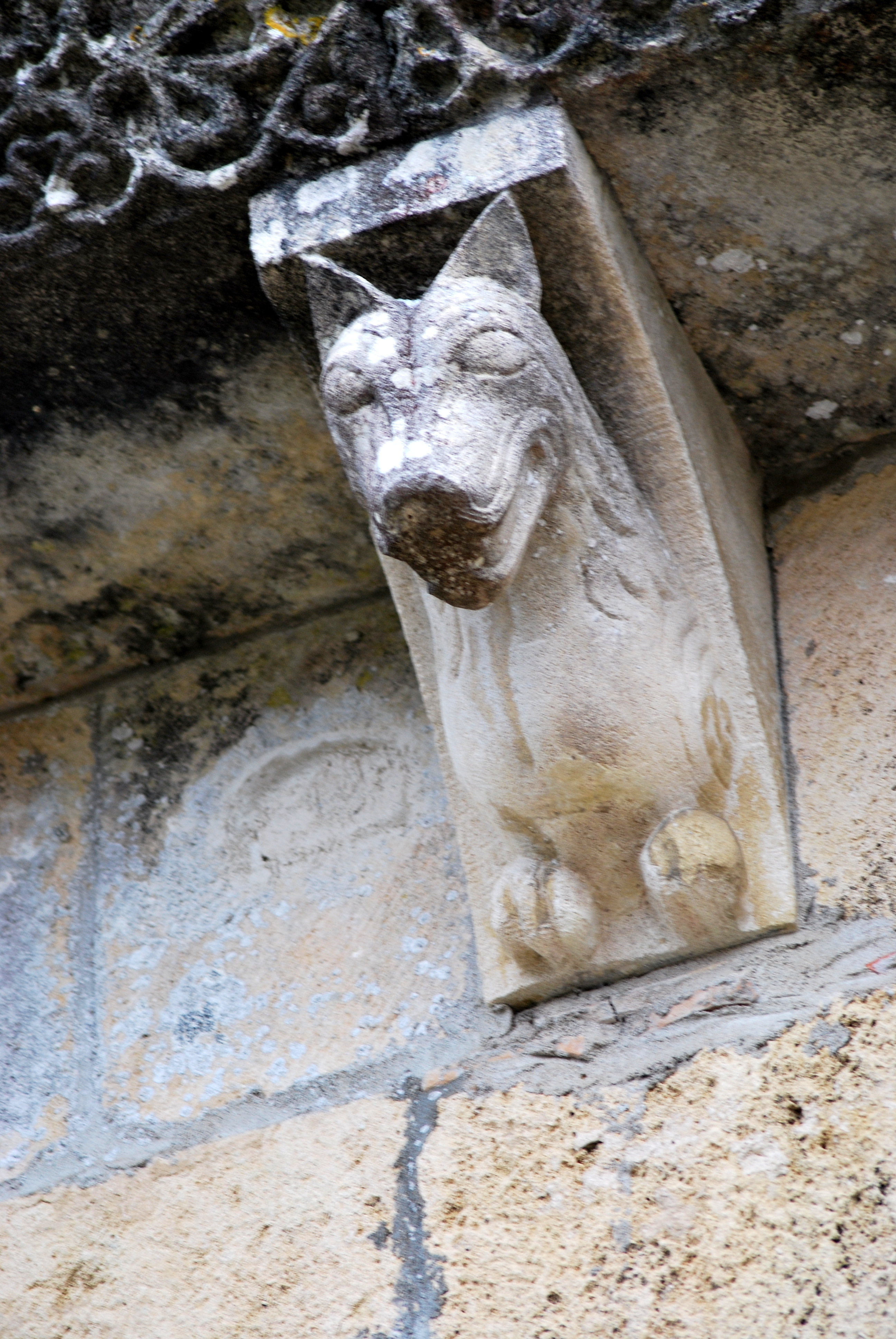

Le portail :

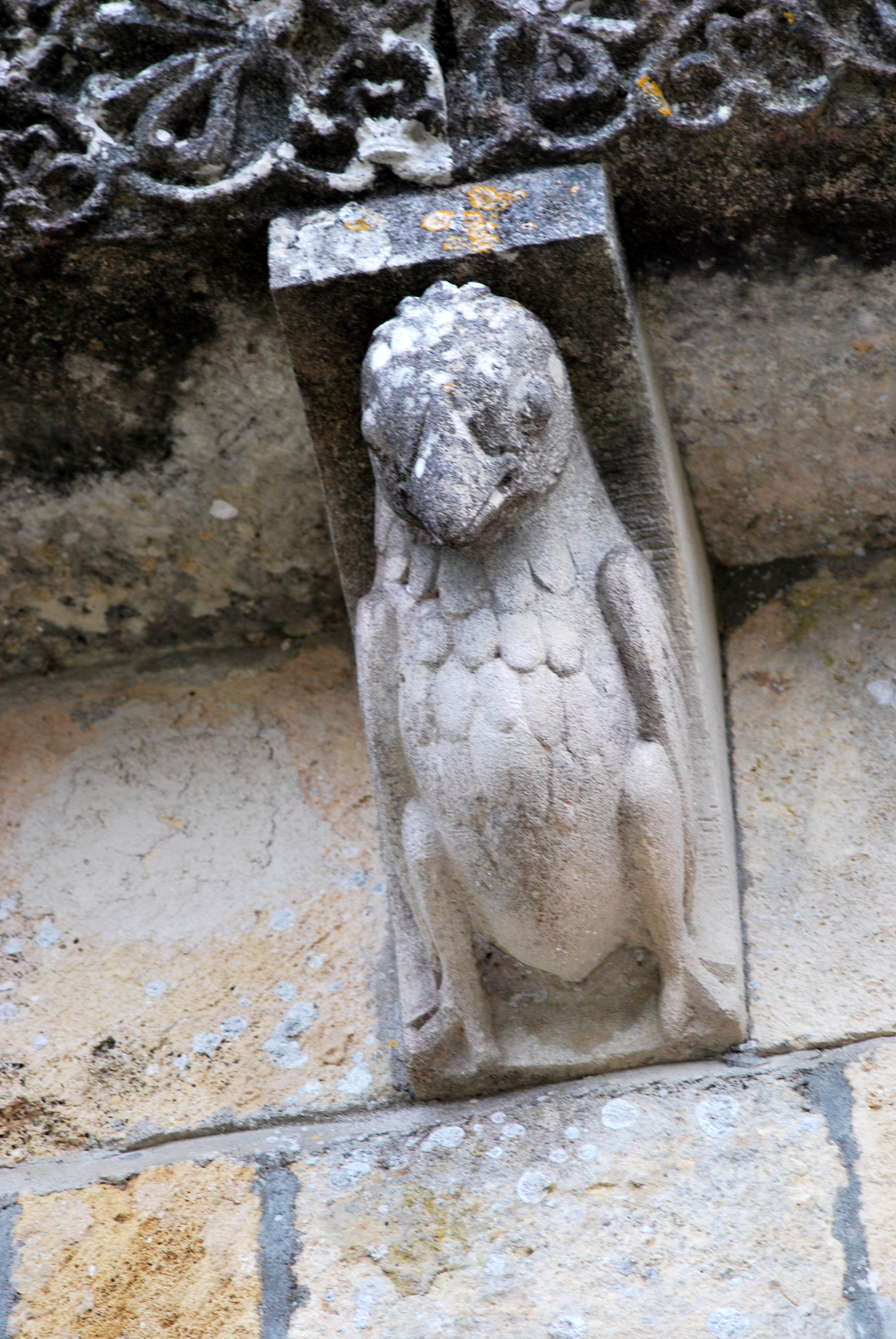
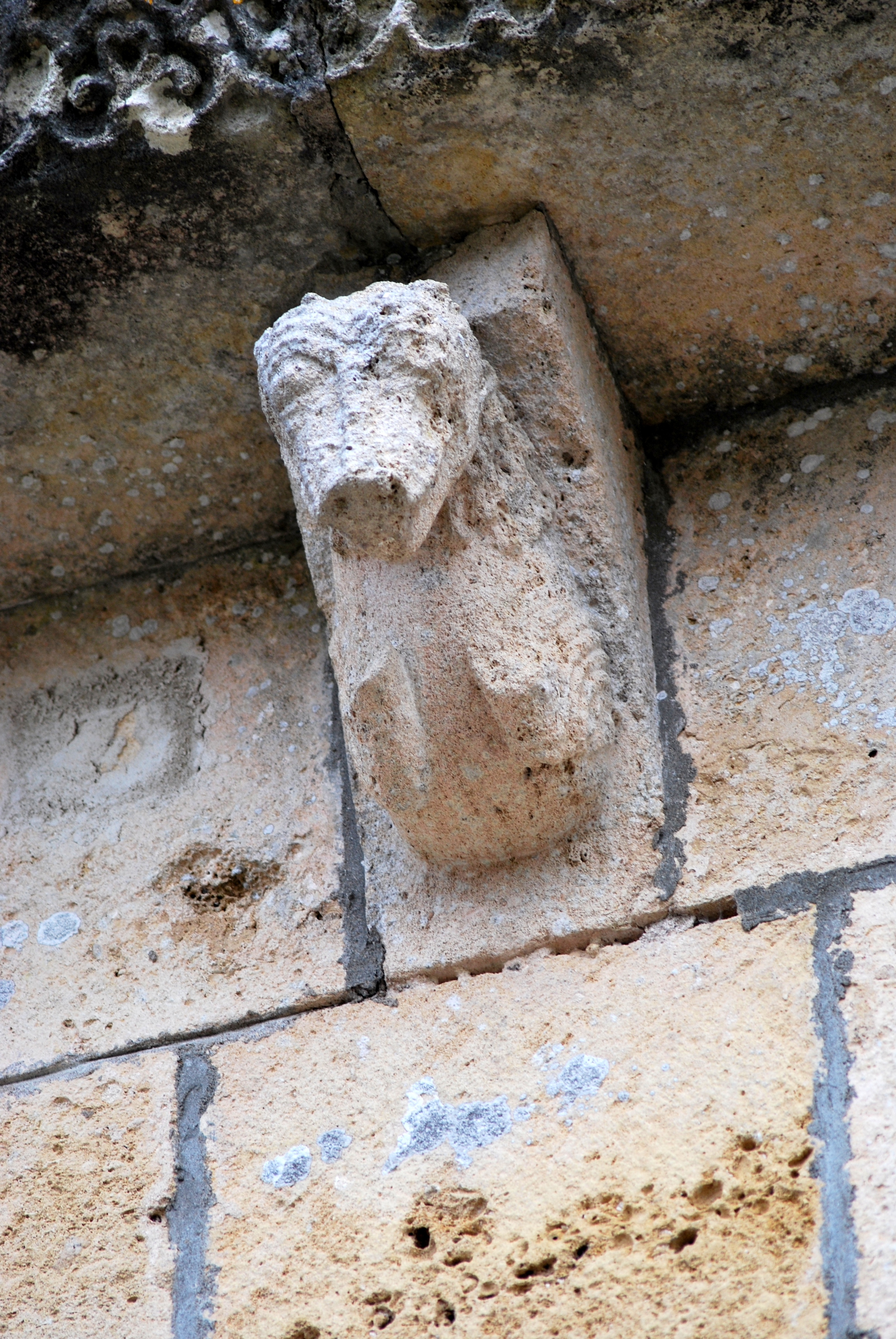
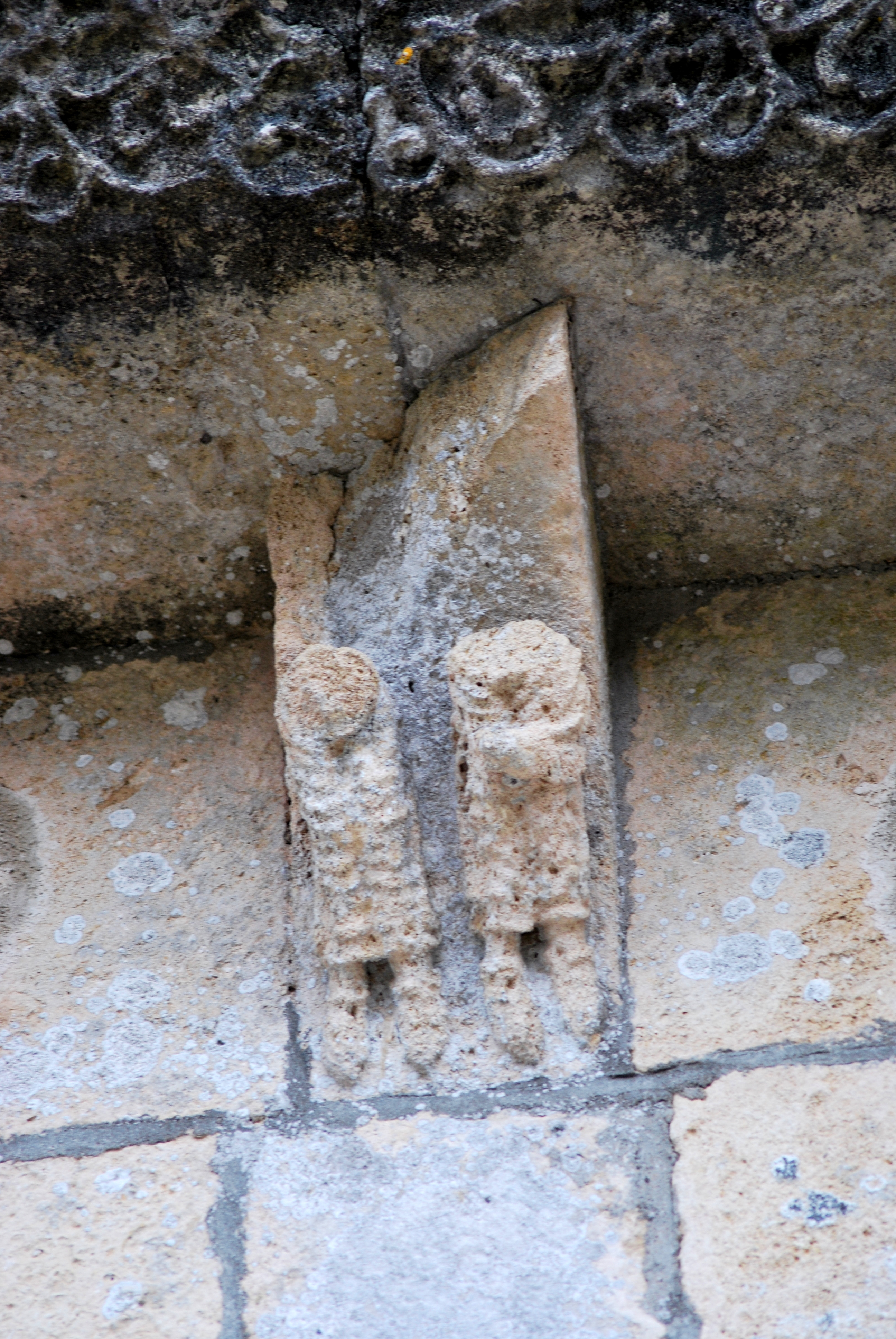
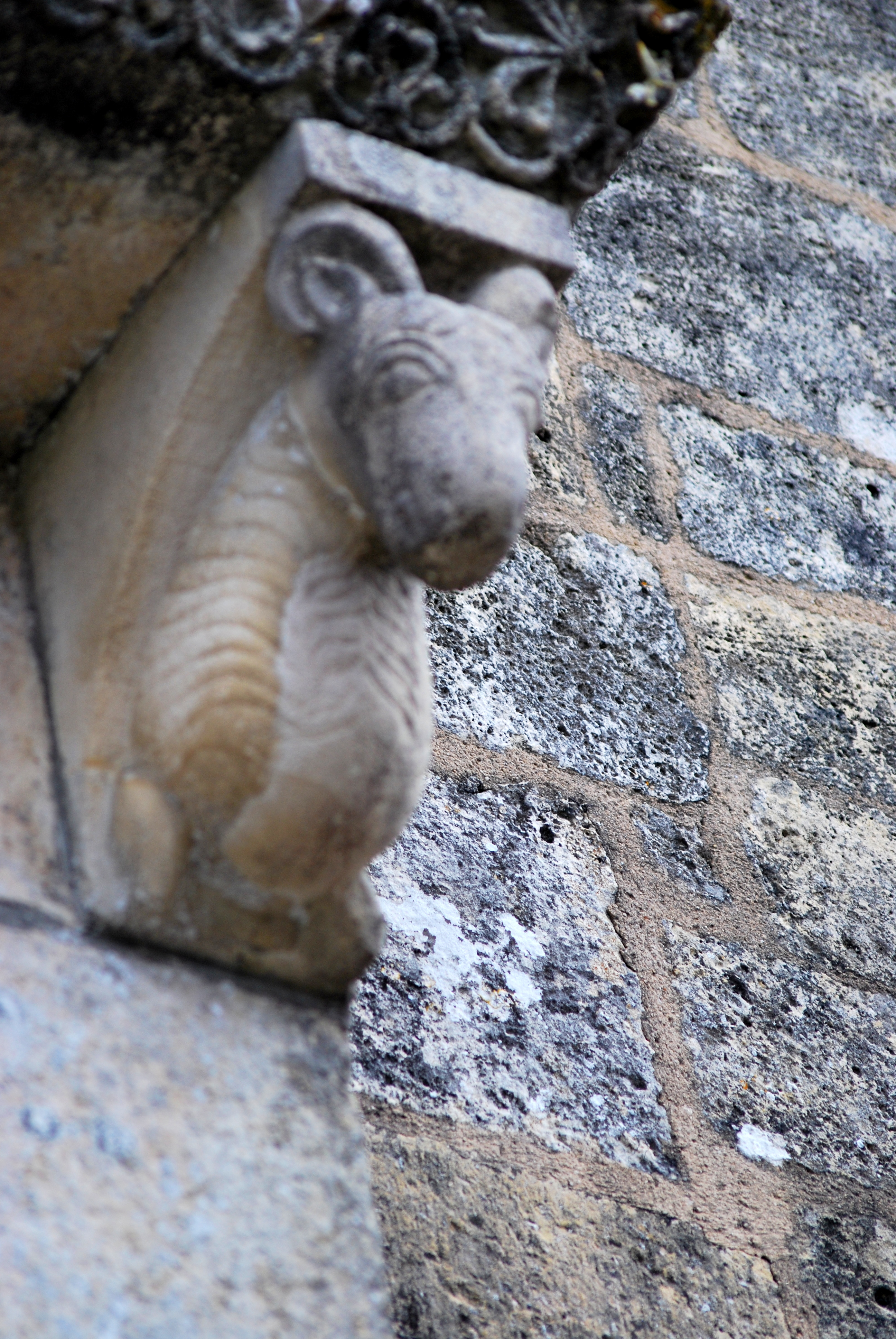

Surmontant la porte, le tympan est enveloppé de trois arcades en retrait retombant sur trois colonnettes couronnées de chapiteaux historiés. Les chapiteaux au sud représentent le Christ en majesté entouré des onze apôtres et d'un autre personnage. Les chapiteaux au nord représente la danse de Salomé pour Hérode et la décollation de saint Jean-Baptiste.
Toutes les têtes des personnages qui figurent sur les corbeilles ont été mutilées en 1793 par des zélotes révolutionnaires, sauf celle de saint Jean-Baptiste, sans doute parce qu'il était déjà décapité !
Jésus trônant entouré des apôtres :
Le chapiteau situé au centre du pied-droit sud représente le Christ en majesté, entouré des quatre symboles (le tétramorphe) des évangélistes : le lion pour Marc, le taureau pour Luc, l'homme pour Matthieu et l'aigle pour Jean.
La frise du tailloir est dans le style de La Sauve-Majeure. La corbeille elle-même est très abîmée, mais il n’y a pas de doute que le personnage central soit l'effigie du Christ : la croix derrière sa tête, le port du double vêtement, le gestuel de bénédiction et d'ostentation du livre.
Les apôtres encadrant le Christ se tiennent debout, pieds nus, serrant tous un évangile sur leur tunique. Ils sont répartis en deux groupes. L'un de cinq, l'autre de six, au sein duquel on peut identifier saint Pierre qui tient aussi une clef. En tout, ils sont onze, car jusqu'à l'Ascension, « ils trouvèrent, réunis à Jérusalem, les onze et ceux qui étaient avec eux » (Évangile selon Luc, ch. XXIV, v. 33). Le douzième apôtre, Judas Iscariote, s'est suicidé peu après l'arrestation de Jésus. On peut remarquer, sur le tailloir de ce chapiteau, un douzième homme allongé : on peut spéculer sur une évocation de Judas, le disciple suicidé, celui qui n'avait pas su rester debout.
La mort de saint Jean-Baptiste

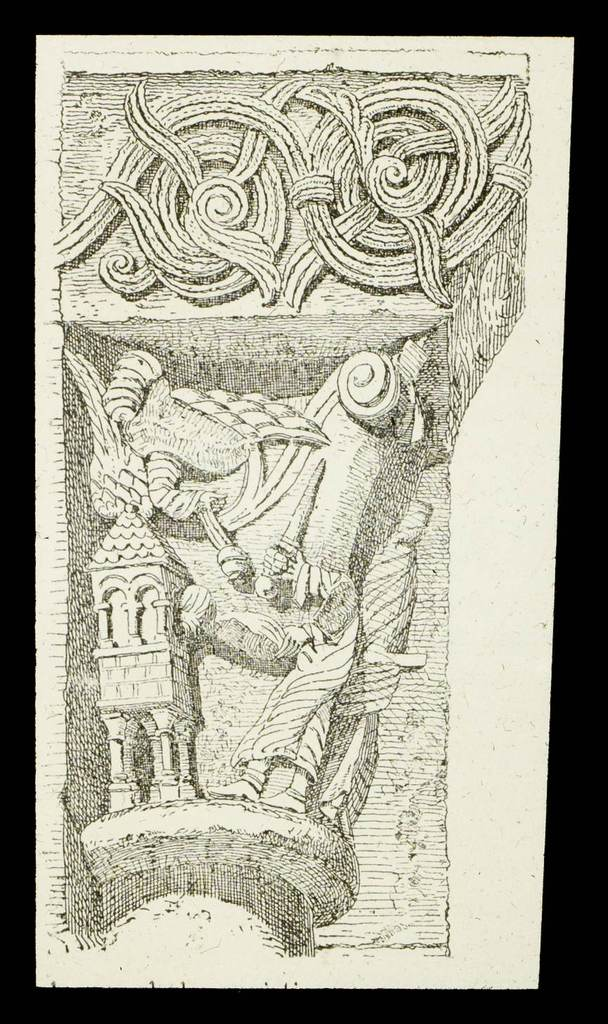
Dessin de Drouyn (1870)
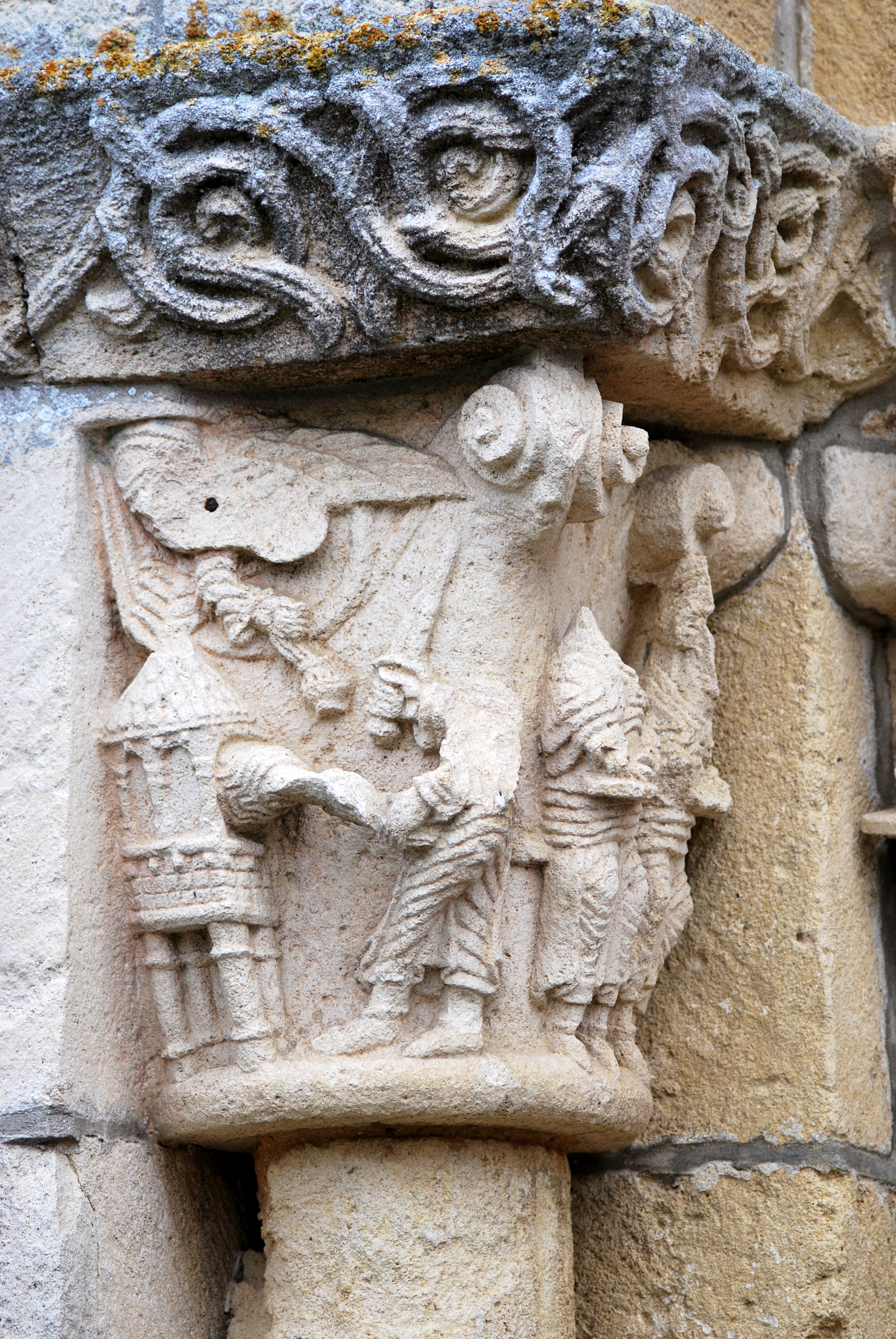
Chapiteau 1 : Décollation de Jean
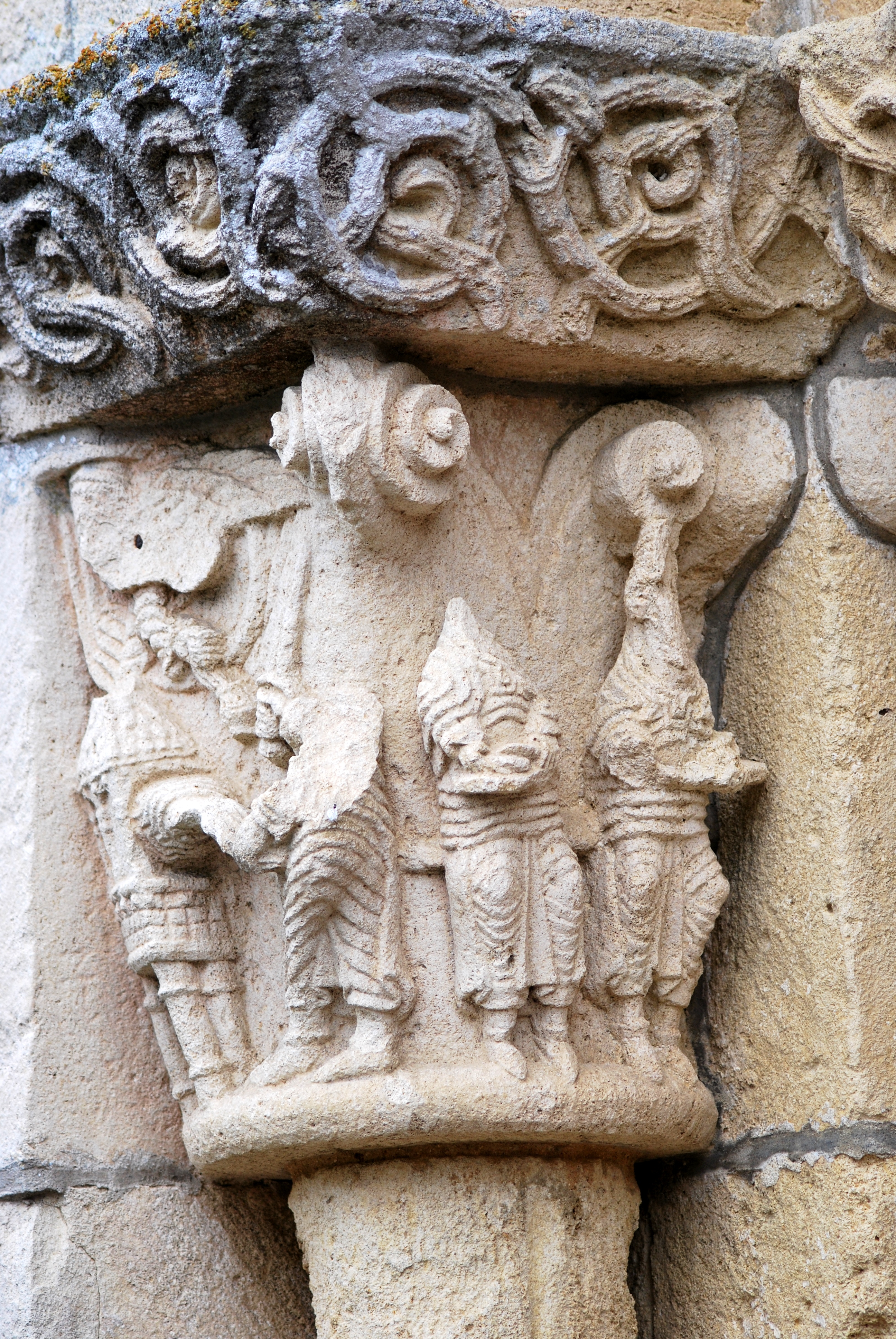
Chapiteau 1 : Convives d'Hérode
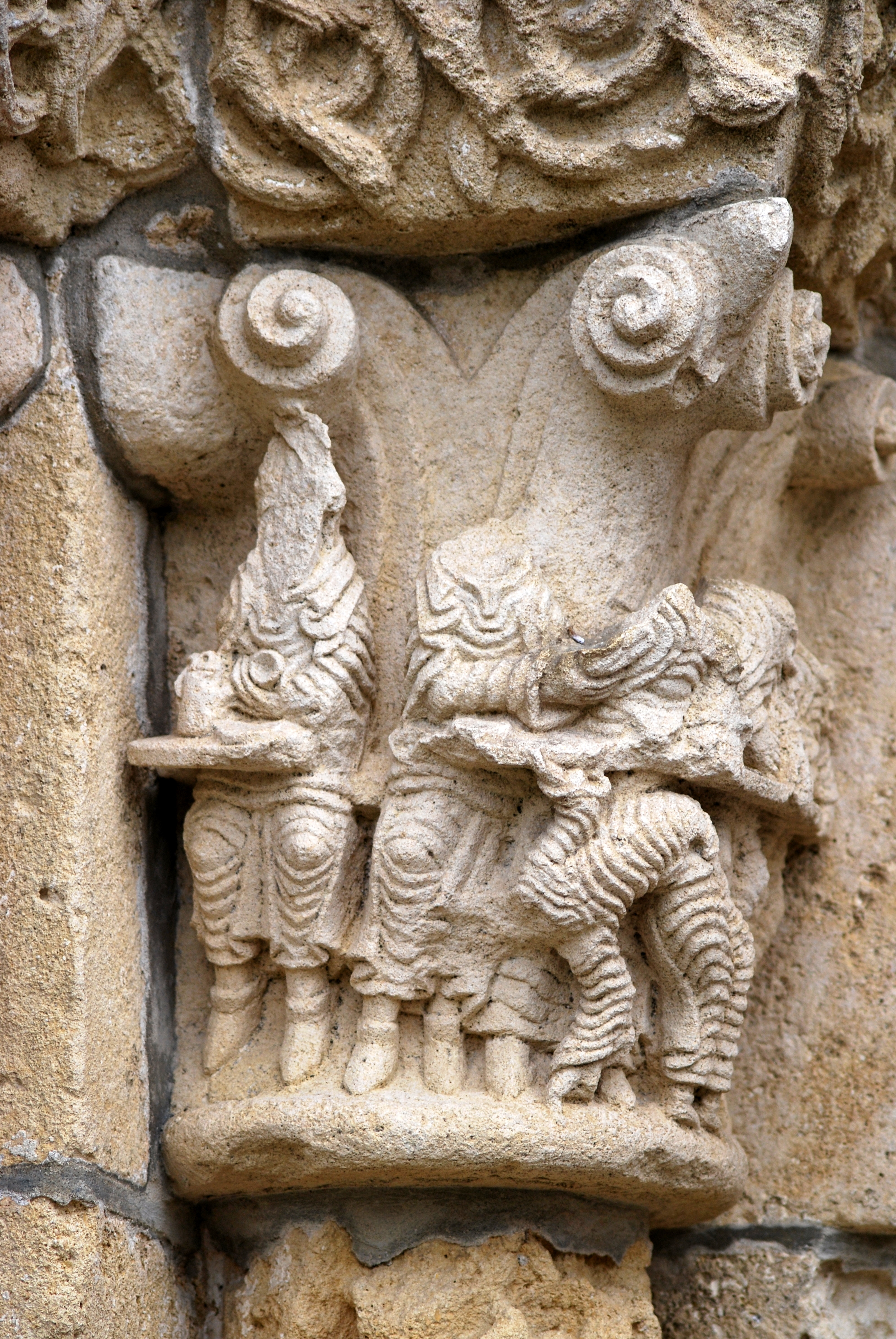
Chapiteau 2 : Danse de Salomé
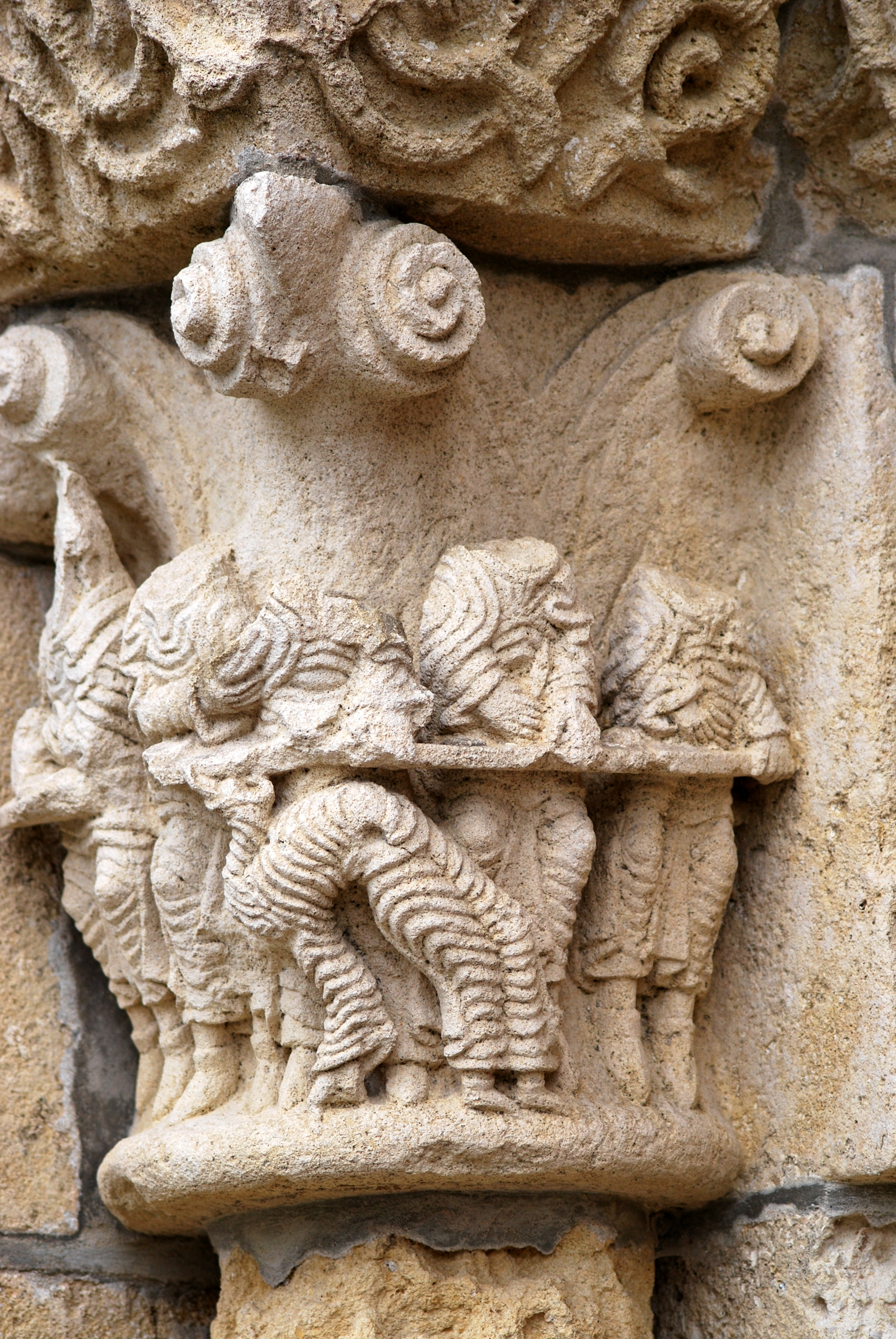
Chapiteau 2 : Danse de Salomé
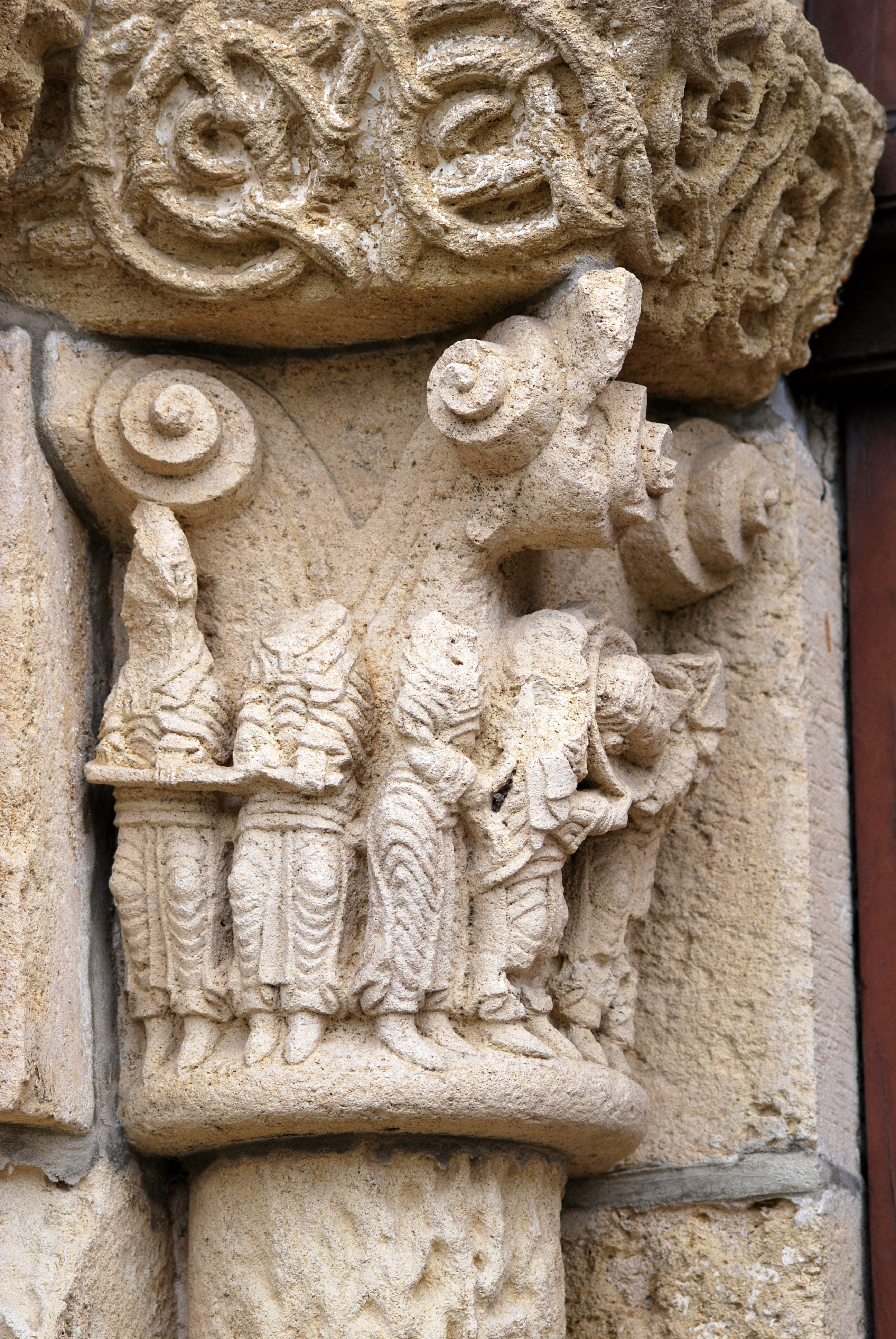
Chapiteau 3 : Convives d'Hérode
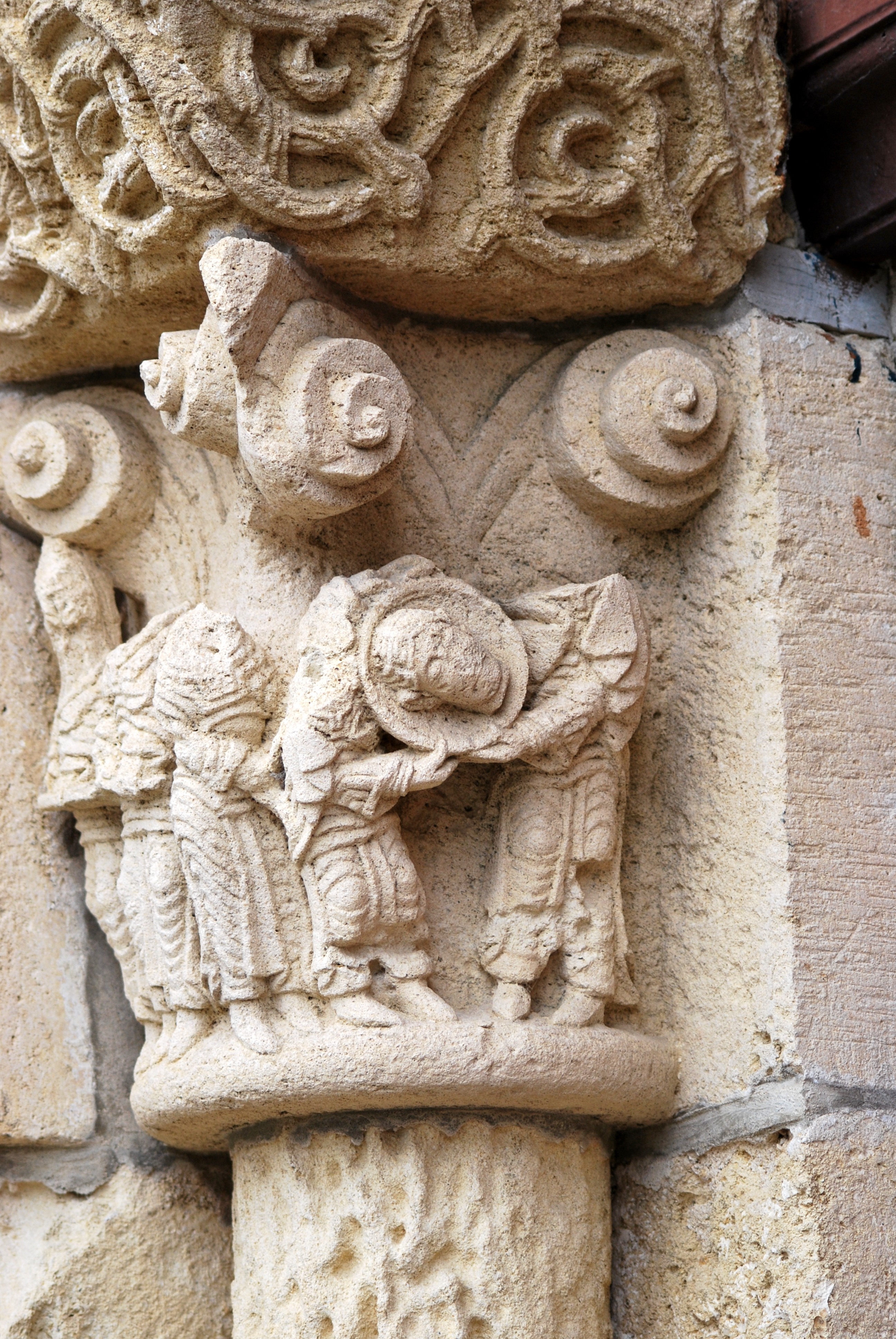
Chapiteau 3 : La tête de Jean offerte à Hérodiade

Sur les pieds-droits au nord du portail, les chapiteaux mettent en scène le banquet d'Hérode, la danse de Salomé et la décollation de saint Jean-Baptiste.
Le chapiteau central, le deuxième, est le cœur du récit. La table du festin se poursuit en partie sur les deux chapiteaux adjacents. On voit cinq convives attablés, richement habillés. Ils regardent une danseuse devant eux, qui exécute une danse lascive, le dos complètement en arc. Tous les hommes se cramponnent à la table, l'un en est resté le couteau en l'air. À son côté, le personnage central, Hérode, lève la paume de sa main droite en signe de satisfaction. Le récit dans l’Évangile selon Marc (ch. 6, v. 21-29) relate qu'Hérode offrit à Salomé tout ce qu'elle désirait et cette dernière, influencée par sa mère Hérodiate, réclama la tête de Jean-Baptiste.
Le premier chapiteau montre Jean-Baptiste ayant passé la moitié de son corps hors de la prison. Le bourreau brandit un glaive. Un ange de Dieu passe au-dessus de la prison-cage et, de sa main droite, balance un encensoir pour accueillir une âme élue qui monte au paradis.
Sur le troisième chapiteau, Salomé, soutenue par un garde d'Hérode, présente la tête à sa mère, Hérodiade.
On trouve la même représentation dans l'église Notre-Dame de Doulezon, sans doute produite par le même atelier. Le modèle originel se trouve à l'Abbaye de La Sauve-Majeure.
Les modillons du chevet :
Les modillons du gouttereau nord portent l'empreinte du style gothique selon l'étude de Drouyn. On trouve huit modillons : trois têtes couronnées, trois têtes sans attribut et deux animaux : un félin et un agneau crucifère.

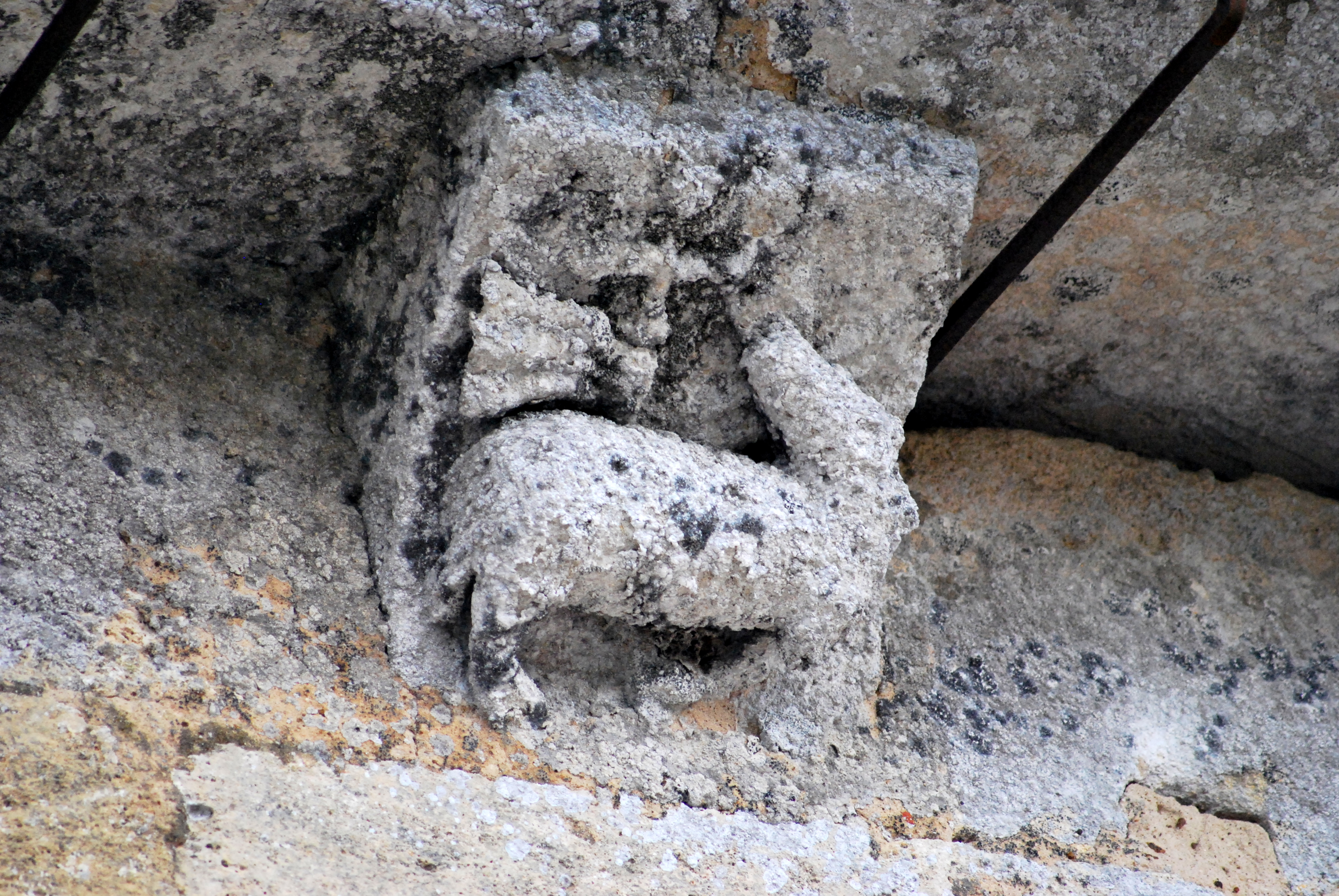
Agneau crucifère
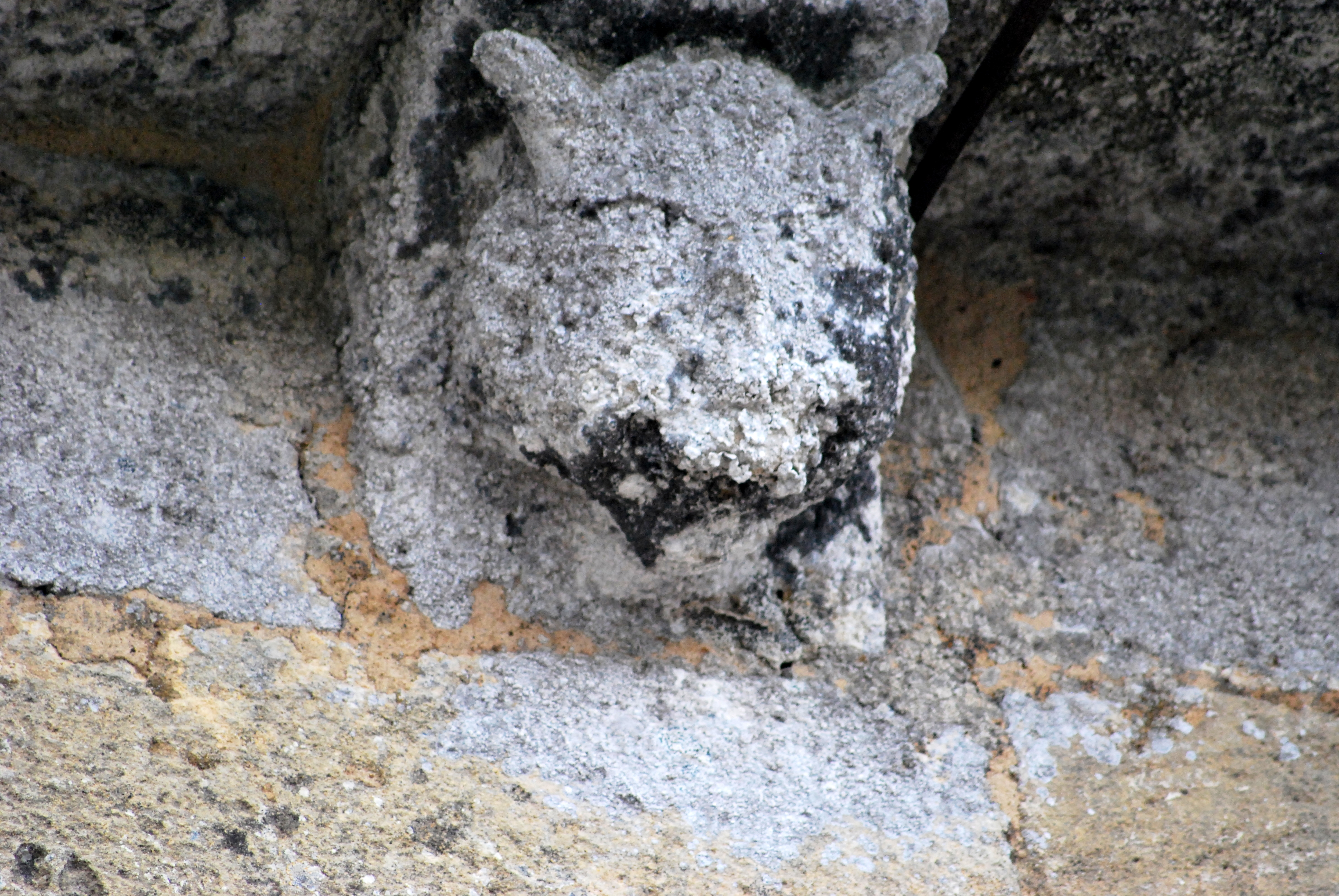
Félin
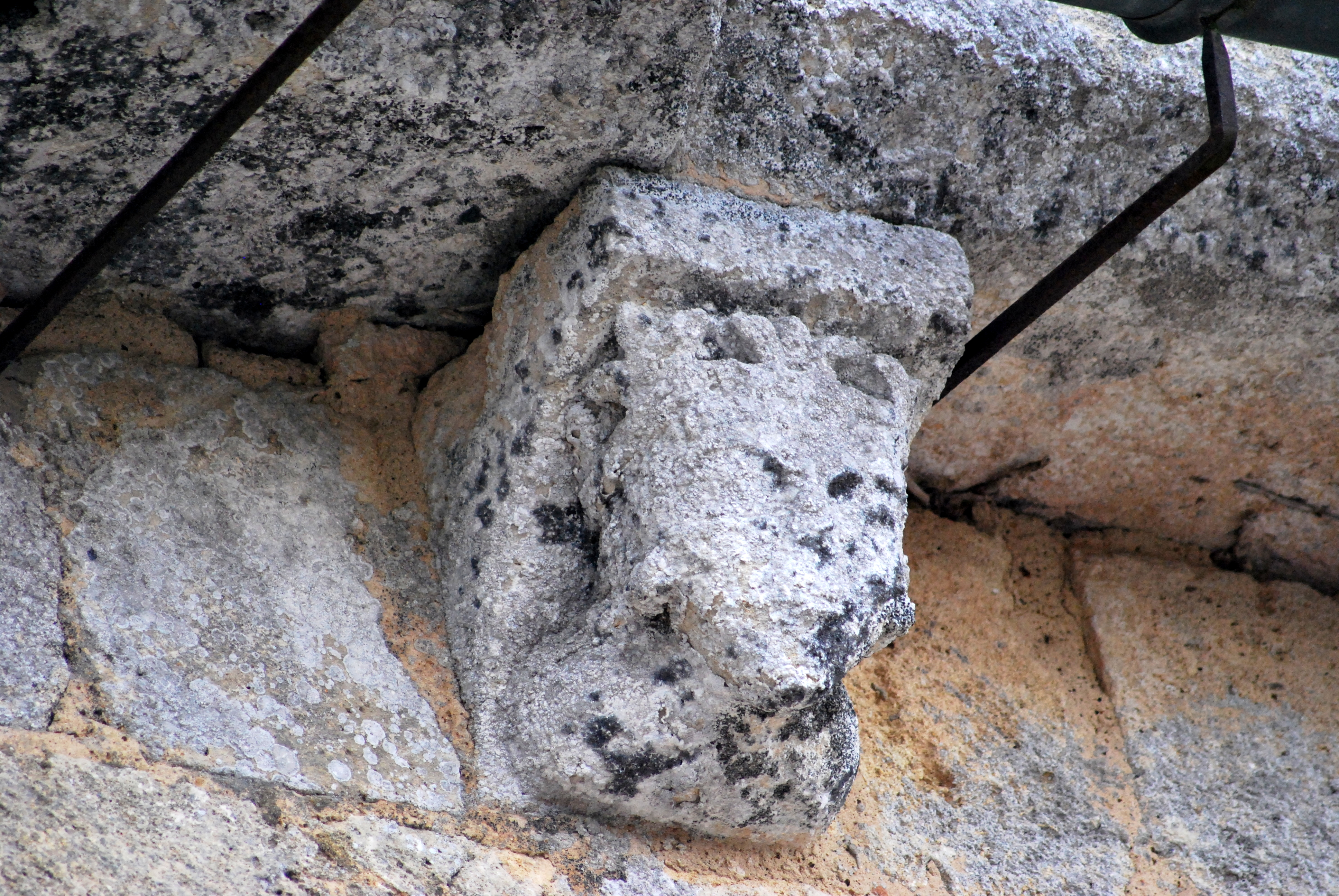
Tête couronnée
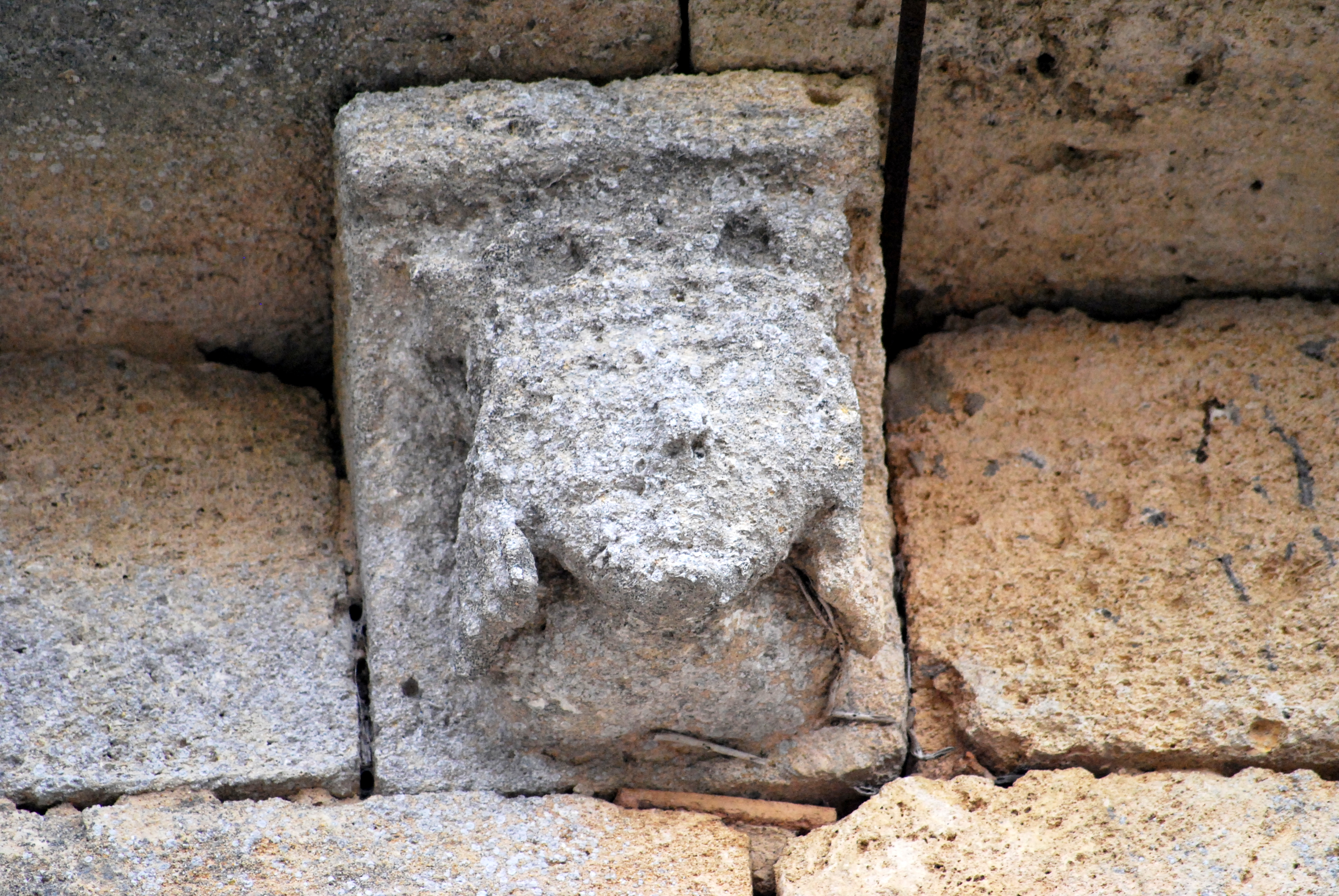
Tête couronnée

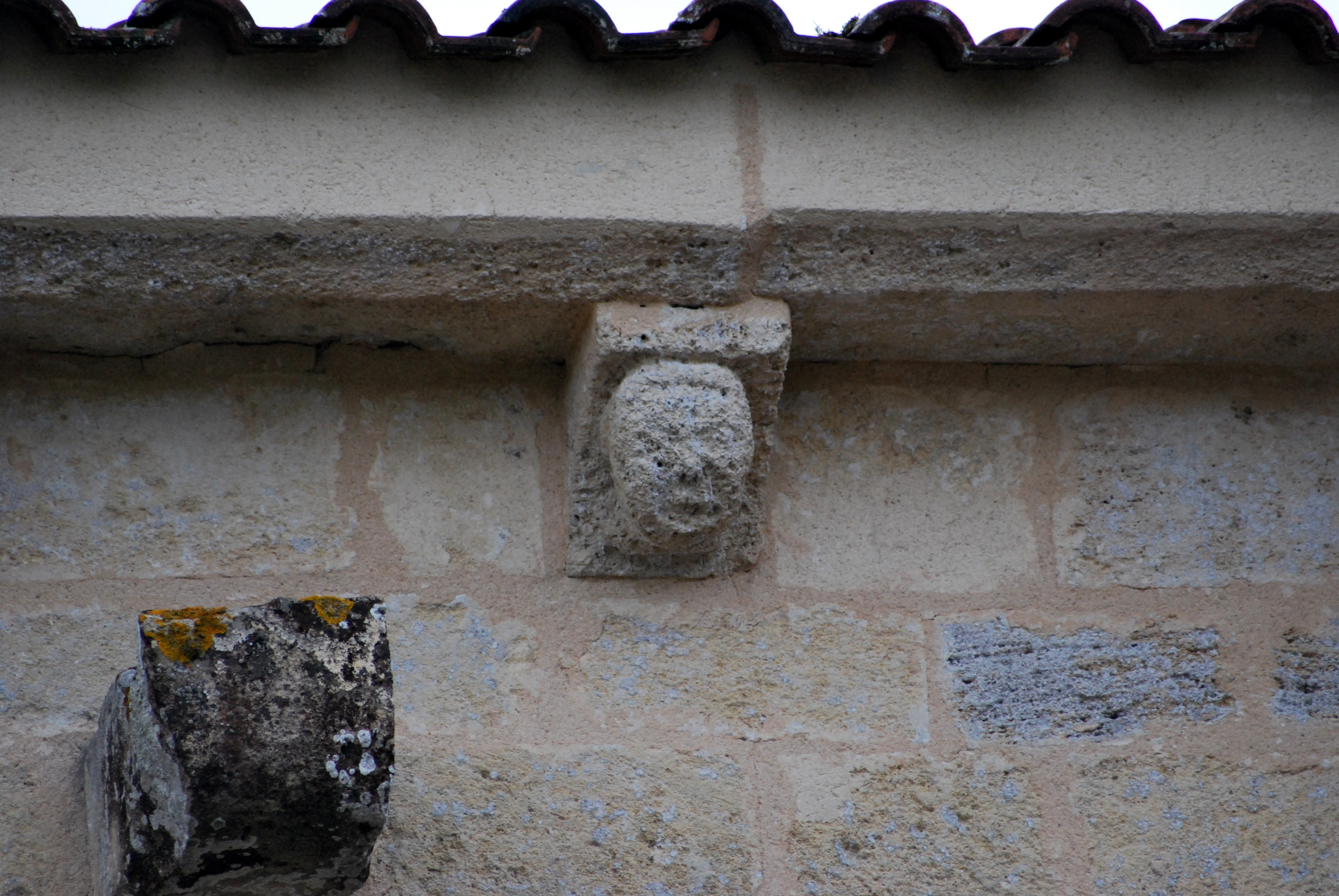
Tête
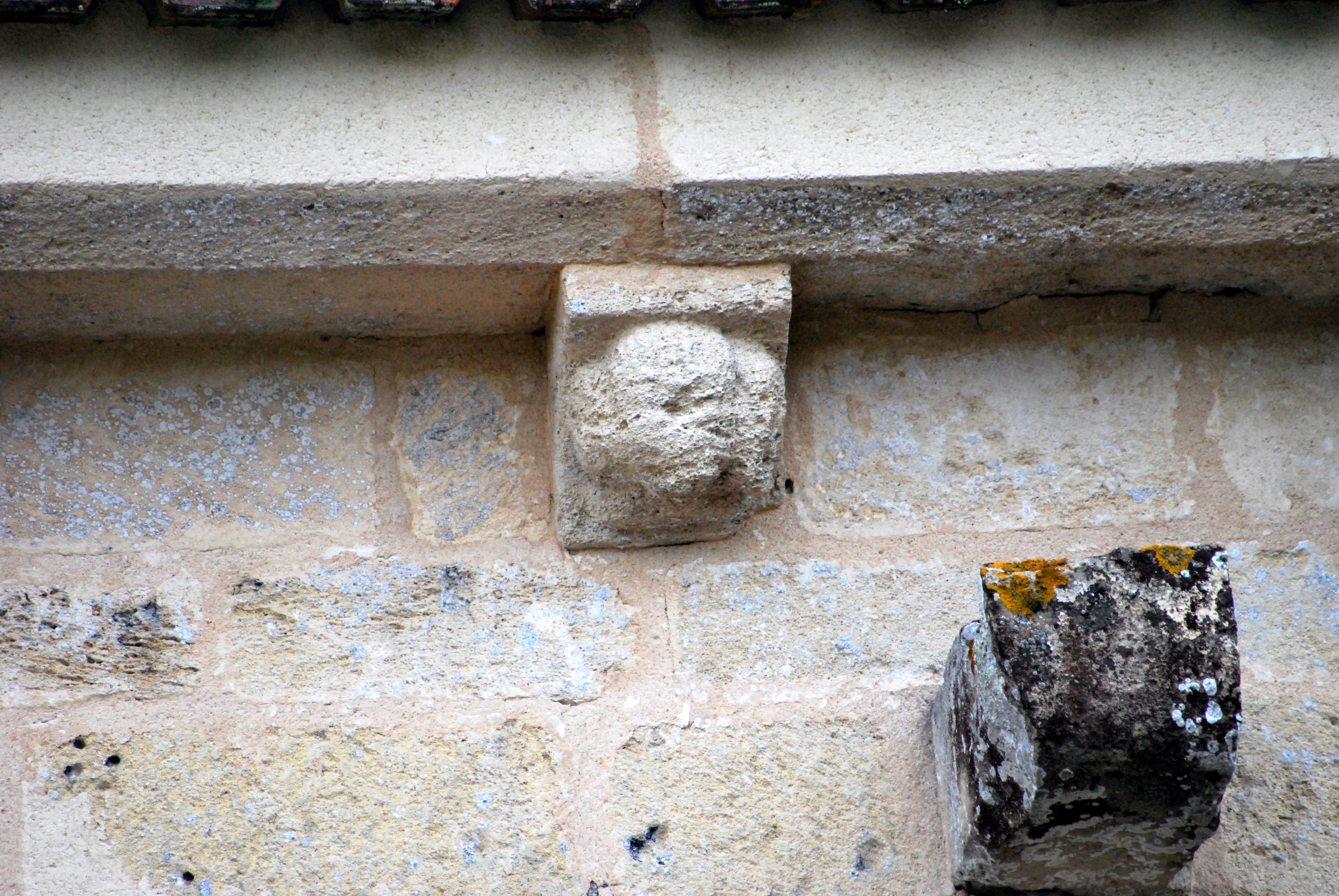
Tête
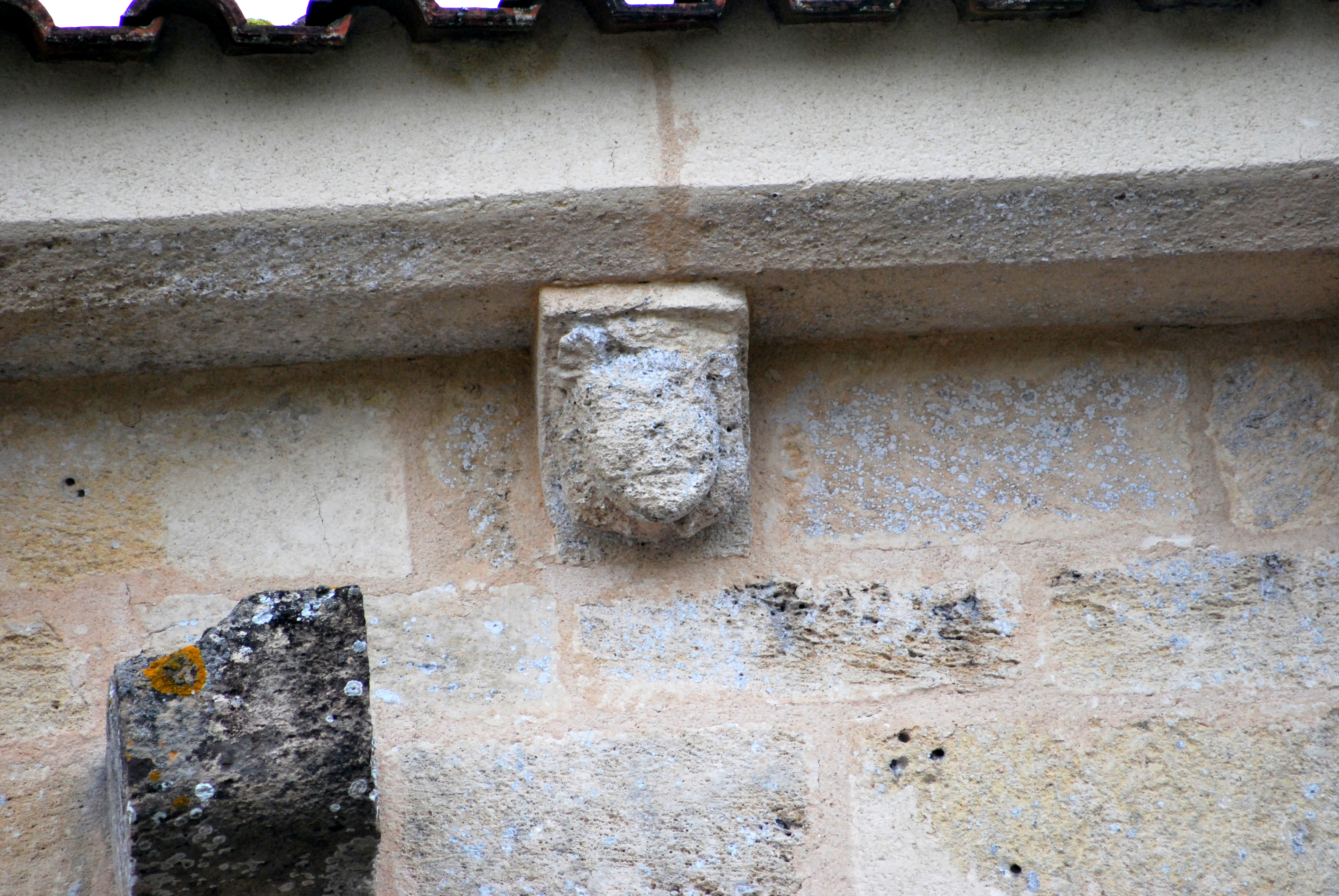
Tête
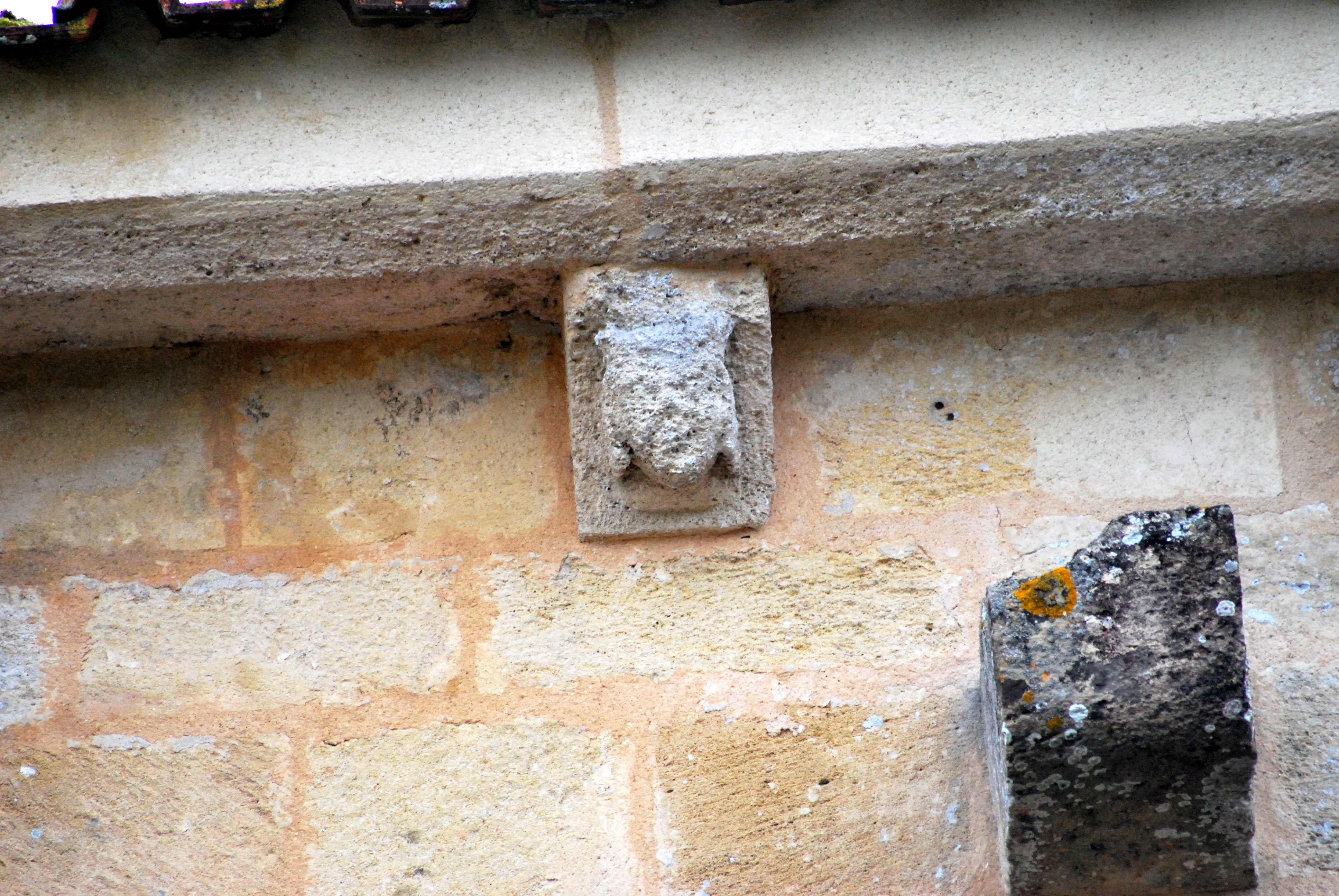
Tête couronnée

Les modillons datant de l'époque gothique, on ne trouve plus de leçons de moralité qui était habituelles dans les séries modillonaires romanes.